# Helichrysum
Pour les articles homonymes, voir Immortelle.
 (septembre 2024).
Genre
Helichrysum est un genre de sous-arbrisseaux dans la famille des Asteraceae. Ce sont les différentes espèces d'immortelles.

## Liste d'espèces
Selon Catalogue of Life (2 septembre 2017) :
- Helichrysum abbayesii Humbert
- Helichrysum abietifolium Humbert
- Helichrysum abietinum O. Hoffm.
- Helichrysum achryroclinoides Baker
- Helichrysum aciculare Balf. fil.
- Helichrysum acrophilum Bolus
- Helichrysum acutatum DC.
- Helichrysum adenocarpum DC.
- Helichrysum albanense Hilliard
- Helichrysum albertense O.M. Hilliard
- Helichrysum albiflorum Moeser
- Helichrysum albilanatum O.M. Hilliard
- Helichrysum albirosulatum Killick
- Helichrysum albobrunneum S. Moore
- Helichrysum album N. E. Br.
- Helichrysum allioides Less.
- Helichrysum alsinoides DC.
- Helichrysum alticolum Bolus
- Helichrysum altigenum Schltr. & Moeser
- Helichrysum alucense J. García-Casanova, S. Scholz & E. Hernandez
- Helichrysum amblyphyllum Mattf.
- Helichrysum amboense Schinz
- Helichrysum ambondrombeense Humbert
- Helichrysum ambositrense Humbert
- Helichrysum ammitophilum O.M. Hilliard
- Helichrysum amorginum Boiss. & Orph.
- Helichrysum amplectens Hilliard
- Helichrysum andohahelense Humbert
- Helichrysum angavense Humbert
- Helichrysum angustifrondeum S. Moore
- Helichrysum anomalum Less.
- Helichrysum antandroi S. Elliot
- Helichrysum aphelexioides DC.
- Helichrysum appendiculatum (L. fil.) Less.
- Helichrysum arachnoides Balf. fil.
- Helichrysum araxinum Takht. ex Kirpicz.
- Helichrysum arbuscula Chiov.
- Helichrysum archeri Compton
- Helichrysum archimedeum C.Brullo & Brullo
- Helichrysum arenarium (L.) Moench
- Helichrysum arenicola M. D. Henderson
- Helichrysum argentissimum J. M. Wood
- Helichrysum argyranthum O. Hoffm.
- Helichrysum argyrochlamys Humbert
- Helichrysum argyrolepis MacOwan
- Helichrysum argyrophyllum DC
- Helichrysum argyrosphaerum DC.
- Helichrysum armenium DC.
- Helichrysum arnicoides (Lam.) Cordem.
- Helichrysum artemisioides Boiss. & Hausskn.
- Helichrysum artvinense P. H. Davis & Kupicha
- Helichrysum arussense Chiov.
- Helichrysum arwae J. R. I. Wood
- Helichrysum asperum (Thunb.) Hilliard & Burtt
- Helichrysum athanaton Georgiadou & Rech. fil.
- Helichrysum athrixiifolium O. Hoffm.
- Helichrysum attenuatum Humbert
- Helichrysum aurantiacum Boiss. & Huet
- Helichrysum aureofolium O.M. Hilliard
- Helichrysum aureolum O.M. Hilliard
- Helichrysum aureonitens Sch. Bip.
- Helichrysum aureum (Houtt.) Merr.
- Helichrysum auriceps O.M. Hilliard
- Helichrysum ayersii F.Müll.
- Helichrysum bachmannii Klatt
- Helichrysum bakeri Humbert
- Helichrysum balfourii Vierh.
- Helichrysum bampsianum S. Lisowski
- Helichrysum baronii Humbert
- Helichrysum barorum Humbert
- Helichrysum basalticum Hilliard
- Helichrysum bellidiastrum Moeser
- Helichrysum bellum Hilliard
- Helichrysum benguellense Hiern
- Helichrysum benoistii Humbert
- Helichrysum benthamii Viguier & Humbert
- Helichrysum betsiliense Klatt
- Helichrysum biafranum Hook. fil.
- Helichrysum boiteaui Humbert
- Helichrysum bojerianum DC.
- Helichrysum bracteiferum (DC.) Humbert
- Helichrysum brassii Brenan
- Helichrysum brevifolium Humbert
- Helichrysum brownei S. Moore
- Helichrysum brunioides Moeser
- Helichrysum buchananii Engl.
- Helichrysum buddleioides DC. ex Wight
- Helichrysum buschii Juz.
- Helichrysum caespititium (DC.) Sond. ex Harv. & Sond.
- Helichrysum caespitosum (Lam.) DC.
- Helichrysum callichrysum DC.
- Helichrysum callicomum Harv.
- Helichrysum calocephalum Klatt
- Helichrysum calocladum Humbert
- Helichrysum calvertianum F.Müll.
- Helichrysum cameroonense Hutch. & Dalziel
- Helichrysum campanulatum Humbert
- Helichrysum camusianum Humbert
- Helichrysum candolleanum Buek
- Helichrysum capense O.M. Hilliard
- Helichrysum cataractarum H. Beentje
- Helichrysum catipes (DC.) Harv.
- Helichrysum cephaloideum DC.
- Helichrysum cerastioides DC.
- Helichrysum chamaeyucca Humbert
- Helichrysum chasei H. Wild
- Helichrysum chasmolycicum P. H. Davis
- Helichrysum chermezonii Humbert
- Helichrysum chionoides Philipson
- Helichrysum chionophilum Boiss. & Bal.
- Helichrysum chionosphaerum DC.
- Helichrysum chrysargyrum Moeser
- Helichrysum chrysophorum S. Moore
- Helichrysum citricephalum O.M. Hilliard & B.L. Burtt
- Helichrysum citrispinum Del.
- Helichrysum cochinchinense Spreng.
- Helichrysum cochleariforme DC.
- Helichrysum compactum Boiss.
- Helichrysum concursum S. Moore
- Helichrysum confertifolium Klatt
- Helichrysum confertum N. E. Br.
- Helichrysum congolanum Schltr. & O. Hoffm.
- Helichrysum cooperi Harv.
- Helichrysum cordifolium DC.
- Helichrysum coriaceum Sond.
- Helichrysum coursii Humbert
- Helichrysum crassifolium (L.) D. Don
- Helichrysum cremnophilum Humbert
- Helichrysum crispum (L.) D. Don
- Helichrysum cryptomerioides Baker
- Helichrysum cuspidatum Mesfin Tadesse & T. Reilly
- Helichrysum cutchicum (C. B. Cl.) Rao Rolla & Deshp.
- Helichrysum cylindriflorum (L.) Hilliard & Burtt
- Helichrysum cymosum (L.) D. Don
- Helichrysum danguyanum Humbert
- Helichrysum dasyanthum (Willd.) Sw.
- Helichrysum dasycephalum O. Hoffm.
- Helichrysum dasymallum Hilliard
- Helichrysum decaryi Humbert
- Helichrysum decorum DC.
- Helichrysum decrescentisquamatum Humbert
- Helichrysum deltoideum Humbert
- Helichrysum denae Ponert
- Helichrysum deserticola O.M. Hilliard
- Helichrysum devium J. Y. Johnson
- Helichrysum devredii S. Lisowski
- Helichrysum dichotomum Humbert
- Helichrysum dichroolepis Brenan
- Helichrysum dichroum Humbert
- Helichrysum difficile O.M. Hilliard
- Helichrysum diffusum E. Mey. ex DC.
- Helichrysum dimorphotrichum Humbert
- Helichrysum diotoides DC.
- Helichrysum doerfleri Rech. fil.
- Helichrysum dracaenifolium Humbert
- Helichrysum drakensbergense Killick
- Helichrysum dregeanum Harv. & Sond.
- Helichrysum dubardii Viguier & Humbert
- Helichrysum dunense O.M. Hilliard
- Helichrysum duvigneaudii S. Lisowski
- Helichrysum ecklonis Sond.
- Helichrysum edwardsii H. Wild
- Helichrysum elegantissimum DC.
- Helichrysum elephantinum Cufod.
- Helichrysum ellipticifolium Moeser
- Helichrysum ephelos O.M. Hilliard
- Helichrysum ephemerum (Kirk) comb. ined.
- Helichrysum erigavoanum Mesfin Tadesse & T. Reilly
- Helichrysum errerae Tineo
- Helichrysum erubescens O.M. Hilliard
- Helichrysum evansii Hilliard
- Helichrysum excisum (Thunb.) Less.
- Helichrysum faradifani S. Elliot
- Helichrysum felinum (Thunb.) Less.
- Helichrysum ferganicum Lazkov & Sultanova
- Helichrysum filaginoides Humbert
- Helichrysum filicaule Hook. fil.
- Helichrysum flagellare Baker
- Helichrysum flammeiceps Brenan
- Helichrysum flanaganii Bolus
- Helichrysum fleckii S. Moore
- Helichrysum foetidum (L.) Moench
- Helichrysum foliosum Humbert
- Helichrysum formosissimum Sch. Bip.
- Helichrysum forskahlii (Gmel.) Hilliard & Burtt
- Helichrysum forsythii Humbert
- Helichrysum fourcadei O.M. Hilliard
- Helichrysum foveolatum Ponert
- Helichrysum fruticans (L.) D. Don
- Helichrysum fulgens Humbert & Staner
- Helichrysum fulvescens DC.
- Helichrysum fulvum N. E. Br.
- Helichrysum funereum Chiov.
- Helichrysum gaharoense Moeser & Schltr.
- Helichrysum galpinii N. E. Brown
- Helichrysum gariepinum DC.
- Helichrysum geayi Humbert
- Helichrysum geminatum Klatt
- Helichrysum geniorum Humbert
- Helichrysum glaciale Hilliard
- Helichrysum glanduliferum Sch. Bip.
- Helichrysum globiferum Boiss.
- Helichrysum globosum Sch. Bip.
- Helichrysum glomeratum Klatt
- Helichrysum gloria-dei Chiov.
- Helichrysum glossophyllum Humbert
- Helichrysum glumaceum DC.
- Helichrysum goetzeanum O. Hoffm.
- Helichrysum gofense Cufod.
- Helichrysum gossypinum Sch. Bip.
- Helichrysum goulandriorum Georgiadou
- Helichrysum gracilipes Oliv. & Hiern
- Helichrysum gradatum Humbert
- Helichrysum grandibracteatum M. D. Henderson
- Helichrysum grandiflorum (L.) D. Don
- Helichrysum graniticola H. Wild
- Helichrysum graveolens (M. Bieb.) Sw.
- Helichrysum griseolanatum Hilliard
- Helichrysum griseum Sond.
- Helichrysum gymnocephalum (DC.) Humbert
- Helichrysum gymnocomum DC.
- Helichrysum hamulosum DC.
- Helichrysum harennensis Mesfin Tadesse
- Helichrysum harveyanum Wild
- Helichrysum haygarthii Bolus
- Helichrysum hebelepis DC.
- Helichrysum hedbergianum Mesfin Tadesse & T. Reilly
- Helichrysum heldreichii Boiss.
- Helichrysum helianthemifolium (L.) D. Don ex G. Don
- Helichrysum heliotropifolium (Lam.) DC.
- Helichrysum helvolum Moeser
- Helichrysum herbaceum (Andr.) Sw.
- Helichrysum herniarioides DC.
- Helichrysum heterolasium Hilliard
- Helichrysum heterotrichum Humbert
- Helichrysum heywoodianum P. H. Davis
- Helichrysum hilliardiae H. Wild
- Helichrysum hirtum Humbert
- Helichrysum homilochrysum S. Moore
- Helichrysum hookerianum Wight & Arn. ex DC.
- Helichrysum horridum (Sch. Bip.) A. Rich.
- Helichrysum humbertii Sillans
- Helichrysum humblotii Klatt
- Helichrysum hyblaeum Brullo
- Helichrysum hyphocephalum Hilliard
- Helichrysum hypoleucum Harv.
- Helichrysum ibityense Viguier & Humbert
- Helichrysum incarnatum DC.
- Helichrysum indicum (L.) Grierson
- Helichrysum indutum Humbert
- Helichrysum ingomense O.M. Hilliard
- Helichrysum inornatum Hilliard & B.L. Burtt
- Helichrysum interjacens O.M. Hilliard
- Helichrysum interzonale Compton
- Helichrysum intricatum DC.
- Helichrysum inyangense H. Wild
- Helichrysum isalense Humbert
- Helichrysum isolepis Bolus
- Helichrysum italicum (Roth) G. Don fil.
- Helichrysum itremense Humbert.
- Helichrysum jubilatum O.M. Hilliard
- Helichrysum junodii Moeser
- Helichrysum kalandanum S. Lisowski
- Helichrysum kashgaricum C.H. An
- Helichrysum keilii Moeser
- Helichrysum kilimanjari Oliv.
- Helichrysum kirkii Oliv. & Hiern
- Helichrysum kitianum Yildiz
- Helichrysum korongoni H. Beentje
- Helichrysum kraussii Sch. Bip.
- Helichrysum krebsianum Less.
- Helichrysum krookii Moeser
- Helichrysum lacteum Coss. & Dur.
- Helichrysum lambertianum DC.
- Helichrysum lancifolium (Thunb.) Willd.
- Helichrysum lanuginosum Humbert
- Helichrysum lavanduloides DC.
- Helichrysum lawalreeanum S. Lisowski
- Helichrysum lecomtei Viguier & Humbert
- Helichrysum leimanthium Klatt
- Helichrysum lejolyanum S. Lisowski
- Helichrysum leontonyx DC.
- Helichrysum lepidissimum S. Moore
- Helichrysum leptocephalum (DC.) Humbert
- Helichrysum leptorhizum DC.
- Helichrysum lesliei O.M. Hilliard
- Helichrysum leucocephalum Boiss.
- Helichrysum leucocladum Humbert
- Helichrysum leucopsideum DC.
- Helichrysum leucosphaerum Baker
- Helichrysum lineare DC.
- Helichrysum lineatum Bolus
- Helichrysum lingulatum Hilliard
- Helichrysum litorale Bolus
- Helichrysum litoreum Guss.
- Helichrysum longifolium DC.
- Helichrysum longinquum O.M. Hilliard
- Helichrysum longiramum Moeser
- Helichrysum lucilioides Less.
- Helichrysum luteoalbum (L.) Rchb.
- Helichrysum luzulifolium DC.
- Helichrysum madagascariense DC.
- Helichrysum maestum Wild
- Helichrysum mahafaly Humbert
- Helichrysum makranicum (Rech. fil. & Esfand.) Rech. fil.
- Helichrysum malaisseanum S. Lisowski
- Helichrysum mandrarense Humbert
- Helichrysum mangorense Humbert
- Helichrysum mannii Hook. fil.
- Helichrysum manopappoides Humbert
- Helichrysum maracandicum Popov ex Kirpicz.
- Helichrysum maranguense O. Hoffm.
- Helichrysum marginatum DC.
- Helichrysum mariepscopicum O.M. Hilliard
- Helichrysum marifolium DC.
- Helichrysum marlothianum O. Hoffm.
- Helichrysum marmarolepis S. Moore
- Helichrysum marojejyense Humbert
- Helichrysum massanellanum Herrando, J.M.Blanco, L.Sáez & Galbany
- Helichrysum mauritianum A.J. Scott
- Helichrysum mechowianum Klatt
- Helichrysum melaleucum Rchb.
- Helichrysum melanacme DC.
- Helichrysum membranaceum H. Wild
- Helichrysum meyeri-johannis Engl.
- Helichrysum miconiifolium DC.
- Helichrysum microcephalum DC.
- Helichrysum micropoides DC.
- Helichrysum mildbraedii Moeser
- Helichrysum milfordiae Killick
- Helichrysum milleri O.M. Hilliard
- Helichrysum milne-redheadii Brenan
- Helichrysum mimetes S. Moore
- Helichrysum minutiflorum Humbert
- Helichrysum mirabile Humbert
- Helichrysum mixtum (Kuntze) O. Hoffm.
- Helichrysum moeserianum Thell.
- Helichrysum moggii H. Wild
- Helichrysum molestum O.M. Hilliard
- Helichrysum mollifolium O.M. Hilliard
- Helichrysum monizii Lowe
- Helichrysum monodianum Quézel
- Helichrysum monogynum B.L. Burtt & Sunding
- Helichrysum montanum DC.
- Helichrysum monticola Hilliard renommé en Pseudognaphalium undulatum Hilliard & Burtt
- Helichrysum montis-cati O.M. Hilliard
- Helichrysum mossamedense (Hiern) Mendonca
- Helichrysum mundtii Harv.
- Helichrysum mussae Nevski
- Helichrysum mutabile O.M. Hilliard
- Helichrysum mutisiifolium Less.
- Helichrysum myriocephalum Humbert
- Helichrysum nanum Klatt
- Helichrysum natalitium DC.
- Helichrysum nebrodense Heldr.
- Helichrysum neoachyroclinoides Humbert
- Helichrysum neocaledonicum Schltr.
- Helichrysum neoisalense Humbert
- Helichrysum nervicinctum Humbert
- Helichrysum newii Oliv. & Hiern
- Helichrysum nicolai N.Kilian, Galbany & Oberpr.
- Helichrysum nimbicola O.M. Hilliard
- Helichrysum nimmoanum Oliv. & Hiern
- Helichrysum nitens Oliv. & Hiern
- Helichrysum niveum (L.) Less.
- Helichrysum noeanum Boiss.
- Helichrysum nogaicum N.N. Tzvel.
- Helichrysum nudifolium (L.) Less.
- Helichrysum nuratavicum Krasch.
- Helichrysum obconicum DC.
- Helichrysum obductum Bolus
- Helichrysum obtusum (S. Moore) Moeser
- Helichrysum ochraceum Klatt
- Helichrysum odoratissimum (L.) Sw.
- Helichrysum ogadense Mesfin Tadesse
- Helichrysum oligocephalum DC.
- Helichrysum oligochaetum F.Müll.
- Helichrysum oligopappum Bolus
- Helichrysum onivense Humbert
- Helichrysum oocephalum Boiss.
- Helichrysum opacum Klatt
- Helichrysum orbicularifolium Sümbül, Göktürk & O.D.Dücen
- Helichrysum oreophilum Klatt
- Helichrysum orientale (L.) Gaertn.
- Helichrysum orothamnus Humbert
- Helichrysum outeniquense O.M. Hilliard
- Helichrysum oxybelium DC.
- Helichrysum pagophilum M. D. Henderson
- Helichrysum paleatum Hilliard
- Helichrysum pallasii (Spreng.) Ledeb.
- Helichrysum pallens S. Moore
- Helichrysum pallidum DC.
- Helichrysum palustre Hilliard
- Helichrysum pamphylicum P. H. Davis & Kupicha
- Helichrysum panduratum O. Hoffm.
- Helichrysum pandurifolium Schrenk
- Helichrysum pannosum DC.
- Helichrysum panormitanum Tineo ex Guss.
- Helichrysum paronychioides DC.
- Helichrysum pascuosum S. Moore
- Helichrysum patulifolium Baker
- Helichrysum patulum (L.) D. Don
- Helichrysum paulayanum Vierh.
- Helichrysum pawekiae H. Wild
- Helichrysum pedunculatum Hilliard & B.L. Burtt
- Helichrysum pendulum (C. Presl) C. Presl
- Helichrysum pentzioides Less.
- Helichrysum perlanigerum Gamble
- Helichrysum perrieri Humbert
- Helichrysum persicum F.Ghahrem. & Noori
- Helichrysum peshmenianum S. Erik
- Helichrysum petiolare Hilliard & B. L. Burtt
- Helichrysum petraeum O.M. Hilliard
- Helichrysum phylicifolium DC.
- Helichrysum plantago DC.
- Helichrysum platycephalum Baker
- Helichrysum platypterum DC.
- Helichrysum plebeium DC.
- Helichrysum plicatum DC.
- Helichrysum polhillianum S. Lisowski
- Helichrysum polioides B.L. Burtt
- Helichrysum polycladum Klatt
- Helichrysum pomelianum Greuter
- Helichrysum populifolium DC.
- Helichrysum praecinctum Klatt
- Helichrysum praecurrens Hilliard
- Helichrysum preslianum C.Brullo & Brullo
- Helichrysum proteoides (Lam.) J.G. Baker
- Helichrysum pseudoanaxeton Humbert
- Helichrysum psiadiifolium Mesfin Tadesse & T. Reilly
- Helichrysum psilolepis Harv.
- Helichrysum pulchellum DC.
- Helichrysum pumilio (O. Hoffm.) Hilliard & Burtt
- Helichrysum pumilum Hook. fil.
- Helichrysum pygmaeum Post.
- Helichrysum qathlambanum O.M. Hilliard
- Helichrysum quartinianum A. Rich.
- Helichrysum raynalianum Quézel
- Helichrysum reflexum N. E. Br.
- Helichrysum refractum O.M. Hilliard
- Helichrysum retortoides N. E. Brown
- Helichrysum retortum (L.) Willd.
- Helichrysum retrorsum DC.
- Helichrysum revolutum (Thunb.) Less.
- Helichrysum rhodellum Wild
- Helichrysum rhodium Rech. fil.
- Helichrysum riparium Brenan
- Helichrysum robbrechtianum S. Lisowski
- Helichrysum roseoniveum Marloth & O. Hoffm.
- Helichrysum rosulatum Oliv. & Hiern
- Helichrysum rosum (Berg.) Less.
- Helichrysum rotundatum Harv.
- Helichrysum rotundifolium (Thunb.) Less.
- Helichrysum ruandense S. Lisowski
- Helichrysum ruderale Hilliard & B.L. Burtt
- Helichrysum rudolfii O.M. Hilliard
- Helichrysum rugulosum Less.
- Helichrysum rutilans (L.) D. Don
- Helichrysum saboureaui Humbert
- Helichrysum salviifolium Humbert
- Helichrysum sambiranense Humbert
- Helichrysum sanguineum (L.) Kostel.
- Helichrysum sarcolaenifolium Humbert
- Helichrysum saxatile Moris
- Helichrysum saxicola O.M. Hilliard
- Helichrysum scabrum (Thunb.) Less.
- Helichrysum schimperi (Sch. Bip. ex A. Rich.) Moeser
- Helichrysum scitulum O.M. Hilliard & B.L. Burtt
- Helichrysum sclerochlaenum Sch. Bip. ex Moeser
- Helichrysum semifertile F.Müll.
- Helichrysum serpentinicola H. Wild
- Helichrysum sessile DC.
- Helichrysum sessilioides Hilliard
- Helichrysum setosum Harv.
- Helichrysum sibthorpii Rouy
- Helichrysum silvaticum Hilliard
- Helichrysum simillimum DC.
- Helichrysum simulans Harv. & Sond.
- Helichrysum sivasicum Kit Tan & Yildiz
- Helichrysum solitarium O.M. Hilliard
- Helichrysum somalense Baker fil.
- Helichrysum sordidum Humbert
- Helichrysum spenceranum Wild
- Helichrysum sphaerocephalum Balf. fil.
- Helichrysum sphaeroideum Moeser
- Helichrysum spiciforme DC.
- Helichrysum spiralepis Hilliard & Burtt
- Helichrysum splendidum (Thunb.) Less.
- Helichrysum spodiophyllum Hilliard & B.L. Burtt
- Helichrysum stellatum (L.) Less.
- Helichrysum stenoclinoides (Baker) Humbert
- Helichrysum stenopterum DC.
- Helichrysum stilpnocephalum Humbert
- Helichrysum stoechas (L.) Moench
- Helichrysum stoloniferum (L. fil.) Willd.
- Helichrysum stolzii Mattf.
- Helichrysum stramineum Hiern
- Helichrysum stuhlmannii O. Hoffm.
- Helichrysum subfalcatum Hilliard
- Helichrysum subglobosum Humbert
- Helichrysum subglomeratum Less.
- Helichrysum subluteum Burtt Davy
- Helichrysum subsimile Rech. fil.
- Helichrysum subumbellatum Humbert
- Helichrysum suffruticosum Balf. fil.
- Helichrysum sulphureo-fuscum Baker
- Helichrysum summo-montanum Verdoorn
- Helichrysum sutherlandii Harv.
- Helichrysum swynnertonii S. Moore
- Helichrysum symoensianum S. Lisowski
- Helichrysum syncephaloides Humbert
- Helichrysum taenari Rothm.
- Helichrysum tanacetiflorum Baker
- Helichrysum tanaiticum P. Smirn.
- Helichrysum tardieuae Humbert
- Helichrysum tenax M. D. Henderson
- Helichrysum tenderiense O.Yu. Umanets
- Helichrysum tenue Humbert
- Helichrysum tenuiculum DC.
- Helichrysum tenuifolium Killick
- Helichrysum teretifolium (L.) Sw.
- Helichrysum teydeum (Wildpret & Greuter) Raus
- Helichrysum thapsus (Kuntze) O. Hoffm.
- Helichrysum theresae S. Lisowski
- Helichrysum thianschanicum Regel
- Helichrysum tillandsiifolium O. Hoffm.
- Helichrysum tinctum (Thunb.) Hilliard & Burtt
- Helichrysum tithonioides H. Wild
- Helichrysum tomentosulum (Klatt) Merxm.
- Helichrysum tomentosum Humbert
- Helichrysum tongense O.M. Hilliard
- Helichrysum translucidum Humbert
- Helichrysum transmontanum O.M. Hilliard
- Helichrysum traversii Chiov.
- Helichrysum tricostatum (Thunb.) Less.
- Helichrysum trilineatum DC.
- Helichrysum trinervatum Baker
- Helichrysum triplinerve DC.
- Helichrysum truncatum Burtt Davy
- Helichrysum turbinatum Fitzg.
- Helichrysum tysonii O.M. Hilliard
- Helichrysum umbellulatum S. Moore
- Helichrysum umbraculigerum Less.
- Helichrysum undulifolium Hutch. & B. L. Burtt
- Helichrysum unicapitulatum Senol, Seçmen & B.Öztürk
- Helichrysum uninervium Burtt Davy
- Helichrysum vaginatum Humbert
- Helichrysum vernum Hilliard
- Helichrysum versicolor O. Hoffm. & Muschl.
- Helichrysum viguieri Humbert
- Helichrysum virgineum DC.
- Helichrysum vohimavense Humbert
- Helichrysum wightii C. B. Cl. ex Hook. fil.
- Helichrysum wilmsii Moeser
- Helichrysum witbergense Bolus
- Helichrysum wittei Hutch. & B. L. Burtt
- Helichrysum woodii N. E. Brown
- Helichrysum xerochrysum DC.
- Helichrysum xylocladum Baker
- Helichrysum yuccifolium (Lam.) DC.
- Helichrysum yuksekovaense Yild.
- Helichrysum yurterianum Gemici, Kit Tan, Yildirim & M.Gemici
- Helichrysum zeyheri Less.
- Helichrysum zivojinii Cernjavski & Soska
- Helichrysum zwartbergense Bolus

Selon GRIN (2 septembre 2017) :
- Helichrysum amorginum Boiss. & Orph.
- Helichrysum arenarium (L.) Moench
- Helichrysum argyrosphaerum DC.
- Helichrysum asperum (Thunb.) Hilliard & B. L. Burtt
- Helichrysum aureum (Houtt.) Merr.
- Helichrysum crassifolium (L.) D. Don ex G. Don
- Helichrysum crispum D. Don ex G. Don
- Helichrysum foetidum (L.) Moench
- Helichrysum italicum (Roth) G. Don
- Helichrysum kirkii Oliv. & Hiern
- Helichrysum litoreum Guss.
- Helichrysum maracandicum Popov ex Kirp.
- Helichrysum nudifolium (L.) Less.
- Helichrysum odoratissimum (L.) Sweet
- Helichrysum orientale (L.) Gaertn.
- Helichrysum pendulum (C. Presl) C. Presl
- Helichrysum petiolare Hilliard & B. L. Burtt
- Helichrysum plicatum DC.
- Helichrysum splendidum (Thunb.) Less.
- Helichrysum stoechas (L.) Moench
- Helichrysum umbraculigerum Less.

Selon ITIS (2 septembre 2017) :
- Helichrysum foetidum (L.) Cass.
- Helichrysum formosissimum Sch. Bip.
- Helichrysum petiolare Hilliard & B.L. Burtt

Selon NCBI (2 septembre 2017) :
- Helichrysum abbayesii
- Helichrysum acrophilum
- Helichrysum acutatum
- Helichrysum adenocarpum
- Helichrysum albilanatum
- Helichrysum albobrunneum
- Helichrysum allioides
- Helichrysum alsinoides
- Helichrysum alucense
- Helichrysum amorginum
- Helichrysum anomalum
- Helichrysum appendiculatum
- Helichrysum arenarium
  - sous-espèce Helichrysum arenarium subsp. arenarium
  - sous-espèce Helichrysum arenarium subsp. aucheri
- Helichrysum argyranthum
- Helichrysum argyrophyllum
- Helichrysum argyrosphaerum
- Helichrysum armenium
- Helichrysum artemisioides
- Helichrysum arwae
- Helichrysum asperum
  - variété Helichrysum asperum var. albidulum
- Helichrysum aureolum
- Helichrysum aureonitens
- Helichrysum aureum
- Helichrysum auriceps
- Helichrysum basalticum
- Helichrysum benthamii
- Helichrysum brassii
- Helichrysum brownei
- Helichrysum callicomum
- Helichrysum calvertianum
- Helichrysum candolleanum
- Helichrysum cephaloideum
- Helichrysum cerastioides
- Helichrysum chasmolycium
- Helichrysum chionoides
- Helichrysum chionosphaerum
- Helichrysum chrysargyrum
- Helichrysum citrispinum
- Helichrysum compactum
- Helichrysum confertifolium
- Helichrysum confertum
- Helichrysum cooperi
- Helichrysum cordifolium
- Helichrysum crassifolium
- Helichrysum crispum
- Helichrysum cryptomerioides
- Helichrysum cylindriflorum
- Helichrysum cymosum
- Helichrysum dasyanthum
- Helichrysum dasycephalum
- Helichrysum dasymallum
- Helichrysum devium
- Helichrysum difficile
- Helichrysum doerfleri
- Helichrysum dregeanum
- Helichrysum ecklonis
- Helichrysum elegantissimum
- Helichrysum epapposum
- Helichrysum ephelos
- Helichrysum excisum
- Helichrysum felinum
- Helichrysum filicaule
- Helichrysum flagellare
- Helichrysum flammeiceps
- Helichrysum flanaganii
- Helichrysum fleckii
- Helichrysum foetidum
- Helichrysum formosissimum
- Helichrysum forskahlii
  - variété Helichrysum forskahlii var. forskahlii
- Helichrysum forsythii
- Helichrysum frigidum
- Helichrysum fulvescens
- Helichrysum galpinii
- Helichrysum globosum
- Helichrysum glomeratum
- Helichrysum glumaceum
- Helichrysum gofense
- Helichrysum gossypinum
- Helichrysum graveolens
- Helichrysum griseolanatum
- Helichrysum gymnocephalum
- Helichrysum hamulosum
- Helichrysum hebelepis
- Helichrysum heldreichii
- Helichrysum herbaceum
- Helichrysum herniarioides
- Helichrysum homilochrysum
- Helichrysum ibityense
- Helichrysum indicum
- Helichrysum indutum
- Helichrysum interjacens
- Helichrysum intermedium
- Helichrysum isolepis
- Helichrysum italicum
  - sous-espèce Helichrysum italicum subsp. italicum
  - sous-espèce Helichrysum italicum subsp. microphyllum
  - sous-espèce Helichrysum italicum subsp. picardii
  - sous-espèce Helichrysum italicum subsp. serotinum
  - sous-espèce Helichrysum italicum subsp. siculum
- Helichrysum kilimanjari
- Helichrysum lacteum
- Helichrysum lambertianum
- Helichrysum lanceolatum
- Helichrysum lecomtei
- Helichrysum leontonyx
- Helichrysum lepidissimum
- Helichrysum leucocephalum
- Helichrysum leucopsideum
- Helichrysum litorale
- Helichrysum litoreum
- Helichrysum makranicum
- Helichrysum manopappoides
- Helichrysum maracandicum
- Helichrysum maranguense
- Helichrysum marginatum
- Helichrysum mariepscopicum
- Helichrysum marmarolepis
- Helichrysum melaleucum
- Helichrysum melanacme
- Helichrysum meyeri-johannis
- Helichrysum miconiifolium
- Helichrysum microphyllum
- Helichrysum micropoides
- Helichrysum milfordiae
- Helichrysum mimetes
- Helichrysum mixtum
- Helichrysum molestum
- Helichrysum monizii
- Helichrysum monogynum
- Helichrysum montanum
- Helichrysum montelinasanum
- Helichrysum monticola
- Helichrysum mundtii
- Helichrysum mussae
- Helichrysum mutisiifolium
- Helichrysum natalitium
- Helichrysum neoachyroclinoides
- Helichrysum nicolai
- Helichrysum niveum
- Helichrysum noeanum
- Helichrysum nudifolium
- Helichrysum obconicum
- Helichrysum obductum
- Helichrysum odoratissimum
- Helichrysum oligocephalum
- Helichrysum oligochaetum
- Helichrysum opacum
- Helichrysum orientale
- Helichrysum orientale × Helichrysum stoechas
- Helichrysum pagophilum
- Helichrysum paleatum
- Helichrysum pallasii
- Helichrysum pamphylicum
- Helichrysum pandurifolium
- Helichrysum parvifolium
- Helichrysum patulum
- Helichrysum pendulum
- Helichrysum petiolare
- Helichrysum pilosellum
- Helichrysum plantago
- Helichrysum platycephalum
- Helichrysum platypterum
- Helichrysum plicatum
- Helichrysum polycladum
- Helichrysum populifolium
- Helichrysum psilolepis
- Helichrysum pumilio
- Helichrysum pumilum
- Helichrysum reflexum
- Helichrysum retortum
- Helichrysum rosum
- Helichrysum rubicundum
- Helichrysum rugulosum
- Helichrysum rutidolepis
- Helichrysum sanguineum
- Helichrysum saxatile
- Helichrysum scabrum
- Helichrysum schimperi
- Helichrysum selaginifolium
- Helichrysum selago
- Helichrysum setosum
- Helichrysum sibthorpii
- Helichrysum silvaticum
- Helichrysum simillimum
- Helichrysum somalense
- Helichrysum spiralepis
- Helichrysum splendidum
- Helichrysum stellatum
- Helichrysum stenopterum
- Helichrysum stoechas
  - sous-espèce Helichrysum stoechas subsp. barrelieri
  - sous-espèce Helichrysum stoechas subsp. stoechas
- Helichrysum stoloniferum
- Helichrysum stuhlmannii
- Helichrysum subsimile
- Helichrysum summo-montanum
- Helichrysum sutherlandii
- Helichrysum swynnertonii
- Helichrysum taenari
- Helichrysum thianschanicum
- Helichrysum tomentosulum
- Helichrysum transmontanum
- Helichrysum tricostatum
- Helichrysum trilineatum
- Helichrysum triplinerve
- Helichrysum truncatum
- Helichrysum umbraculigerum
- Helichrysum unicapitatum
- Helichrysum wilmsii
- Helichrysum xylocladum
- Helichrysum zeyheri
- Helichrysum zwartbergense

Selon The Plant List (2 septembre 2017) :
- Helichrysum abietifolium Humbert
- Helichrysum abietinum O.Hoffm.
- Helichrysum achyroclinoides Baker
- Helichrysum acrophilum Bolus
- Helichrysum acutatum DC.
- Helichrysum adenocarpum DC.
- Helichrysum adenophorum F.Muell.
- Helichrysum adhaerens (Bojer ex DC.) R.Vig. & Humbert
- Helichrysum adscendens (Thunb.) Less.
- Helichrysum albanense Hilliard
- Helichrysum albertense Hilliard
- Helichrysum albilanatum Hilliard
- Helichrysum albirosulatum Killick
- Helichrysum albo-brunneum S.Moore
- Helichrysum album N.E.Br.
- Helichrysum allioides Less.
- Helichrysum alsinoides DC.
- Helichrysum alticolum Bolus
- Helichrysum altigenum Schltr. & Moeser
- Helichrysum ambiguum (Pers.) C.Presl
- Helichrysum amblyphyllum Mattf.
- Helichrysum amboense Schinz
- Helichrysum ammitophilum Hilliard
- Helichrysum amplectens Hilliard
- Helichrysum angustifrondeum S.Moore
- Helichrysum anomalum Less.
- Helichrysum appendiculatum (L.f.) Less.
- Helichrysum araxinum Takht. ex Kirp.
- Helichrysum arbuscula Chiov.
- Helichrysum archeri Compton
- Helichrysum arenarium (L.) Moench
- Helichrysum arenicola M.D.Hend.
- Helichrysum argentissimum J.M.Wood
- Helichrysum argyranthum O.Hoffm.
- Helichrysum argyroglottis Benth.
- Helichrysum argyrolepis MacOwan
- Helichrysum argyrophyllum DC.
- Helichrysum argyrosphaerum DC.
- Helichrysum armenium DC.
- Helichrysum arnicoides Cordem.
- Helichrysum artemisioides Boiss. & Hausskn.
- Helichrysum arussense Chiov.
- Helichrysum asperum (Thunb.) Hilliard & B.L.Burtt
- Helichrysum athanaton Georgiadou & Rech.f.
- Helichrysum athrixiifolium (Kuntze) Moeser
- Helichrysum attenuatum Humbert
- Helichrysum aucheri Boiss.
- Helichrysum aureofolium Hilliard
- Helichrysum aureolum Hilliard
- Helichrysum aureum (Houtt.) Merr.
- Helichrysum auriceps Hilliard
- Helichrysum auronitens Sch.Bip.
- Helichrysum baccharoides F.Muell. ex Benth.
- Helichrysum bachmannii Klatt
- Helichrysum bailundense Chiov.
- Helichrysum bakeri Humbert
- Helichrysum bampsianum Lisowski
- Helichrysum baronii Humbert
- Helichrysum basalticum Hilliard
- Helichrysum bellidiastrum Moeser
- Helichrysum bellum Hilliard
- Helichrysum benguellense Hiern
- Helichrysum benthamii Viguier & Humbert
- Helichrysum biafranum Hook.f.
- Helichrysum boissieri Nyman
- Helichrysum bojerianum DC.
- Helichrysum bracteatum (Venten.) Willd.
- Helichrysum bracteiferum (DC.) Humbert
- Helichrysum brassii Brenan
- Helichrysum brownei S.Moore
- Helichrysum brunioides Moeser
- Helichrysum buchananii Engl.
- Helichrysum buddleioides DC.
- Helichrysum buschii Juz.
- Helichrysum caespititium (DC.) Sond. ex Harv.
- Helichrysum callichrysum DC.
- Helichrysum callicomum Harv.
- Helichrysum callunoides Sch.Bip.
- Helichrysum calocephalum Klatt
- Helichrysum calvertianum (F.Muell.) F.Muell.
- Helichrysum cameroonense Hutch. & Dalziel
- Helichrysum camusianum Humbert
- Helichrysum candolleanum H.Buek
- Helichrysum candollei (Bojer ex DC.) Viguier & Humbert
- Helichrysum capense Hilliard
- Helichrysum cataractarum Beentje
- Helichrysum catipes (DC.) Harv.
- Helichrysum cephaloideum DC.
- Helichrysum cerastioides DC.
- Helichrysum chasei Wild
- Helichrysum chionoides Philipson
- Helichrysum chionosphaerum DC.
- Helichrysum chrysargyrum Moeser
- Helichrysum chrysophorum S.Moore
- Helichrysum citricephalum Hilliard & B.L.Burtt
- Helichrysum citrispinum Delile
- Helichrysum cochinchinense Spreng.
- Helichrysum cochleariforme DC.
- Helichrysum collinum DC.
- Helichrysum concursum S.Moore
- Helichrysum confertifolium Klatt
- Helichrysum confertum N.E.Br.
- Helichrysum congolanum Schltr. & O.Hoffm.
- Helichrysum cooperi Harv.
- Helichrysum coralloides (Hook.f.) Benth. & Hook.f.
- Helichrysum cordifolium DC.
- Helichrysum coriaceum (DC.) Harv.
- Helichrysum crassifolium D.Don
- Helichrysum cuspidatum Mesfin & T.Reilly
- Helichrysum cutchicum (C.B.Clarke) R.S.Rao & Deshp.
- Helichrysum cylindriflorum (L.) Hilliard & B.L.Burtt
- Helichrysum cymosum (L.) D.Don
- Helichrysum dasyanthum (Willd.) Sweet
- Helichrysum dasycephalum O.Hoffm.
- Helichrysum dasymallum Hilliard
- Helichrysum davisianum Rech.f.
- Helichrysum decorum DC.
- Helichrysum densiflorum Oliv.
- Helichrysum depressum (Hook.f.) Benth. & Hook.f.
- Helichrysum deserticola Hilliard
- Helichrysum devium J.Y.Johnson
- Helichrysum devredii Lisowski
- Helichrysum dichroolepis Brenan
- Helichrysum difficile Hilliard
- Helichrysum diffusum A.Cunn. ex DC.
- Helichrysum dimorphum Cockayne
- Helichrysum diotoides DC.
- Helichrysum dracaenifolium Humbert
- Helichrysum drakensbergense Killick
- Helichrysum dregeanum Sond. & Harv.
- Helichrysum dunense Hilliard
- Helichrysum duvigneaudii Lisowski
- Helichrysum ecklonis Sond.
- Helichrysum edwardsii Wild
- Helichrysum elatum A.Cunn. ex DC.
- Helichrysum elegantissimum DC.
- Helichrysum elephantinum Cufod.
- Helichrysum ellipticifolium Moeser
- Helichrysum epapposum Bolus
- Helichrysum ephelos Hilliard
- Helichrysum erigavoanum Mesfin & T.Reilly
- Helichrysum errerae Tineo
- Helichrysum erubescens Hilliard
- Helichrysum evansii Hilliard
- Helichrysum excisum (Thunb.) Less.
- Helichrysum faradifani Scott-Elliot
- Helichrysum felinum Less.
- Helichrysum ferrugineum (Labill.) Less.
- Helichrysum filaginoides (DC.) Humbert
- Helichrysum filicaule Hook.f.
- Helichrysum flanaganii Bolus
- Helichrysum foetidum (L.) Cass.
- Helichrysum fontanesii Cambess.
- Helichrysum formosissimum Sch.Bip.
- Helichrysum forskahlii (J.F.Gmel.) Hilliard & B.L.Burtt
- Helichrysum forsskalii Hilliard & B.L.Burtt
- Helichrysum fourcadei Hilliard
- Helichrysum fragrans Andrews ex Steud.
- Helichrysum fruticans (L.) D.Don
- Helichrysum fulgens Humbert & Staner
- Helichrysum fulvescens DC.
- Helichrysum fulvum N.E.Br.
- Helichrysum funereum Chiov.
- Helichrysum gaharoense Moeser & Schltr.
- Helichrysum galpinii N.E.Br.
- Helichrysum gariepinum DC.
- Helichrysum geminatum Klatt
- Helichrysum geniorum Humbert
- Helichrysum gilesii F.Muell.
- Helichrysum glaciale Hilliard
- Helichrysum glanduliferum Sch.Bip. ex Sch.Bip.
- Helichrysum globiferum Boiss.
- Helichrysum globosum Sch.Bip.
- Helichrysum glomeratum Klatt
- Helichrysum gloria-dei Chiov.
- Helichrysum glumaceum DC.
- Helichrysum glutinosum (Hook.) Benth.
- Helichrysum goetzeanum O.Hoffm.
- Helichrysum gofense Cufod.
- Helichrysum gossypinum Webb
- Helichrysum gracile DC.
- Helichrysum gracilipes Oliv. & Hiern
- Helichrysum grandibracteatum M.D.Hend.
- Helichrysum grandiflorum (L.) D.Don
- Helichrysum graniticola Wild
- Helichrysum graveolens (M.Bieb.) Sweet
- Helichrysum griseolanatum Hilliard
- Helichrysum griseum Sond.
- Helichrysum gymnocephalum (DC.) Humbert
- Helichrysum gymnocomum DC.
- Helichrysum hamulosum E.Mey. ex DC.
- Helichrysum harennense Mesfin
- Helichrysum harennensis Mesfin
- Helichrysum harveyanum Wild
- Helichrysum haygarthii Bolus
- Helichrysum hebelepis DC.
- Helichrysum hedbergianum Mesfin & T.Reilly
- Helichrysum helianthemifolium (L.) D.Don ex D.Don
- Helichrysum heliotropifolium DC.
- Helichrysum helothamnus Moeser
- Helichrysum helvolum Moeser
- Helichrysum hemisphaericum DC.
- Helichrysum herbaceum (Andrews) Sweet
- Helichrysum herniarioides DC.
- Helichrysum heterolasium Hilliard
- Helichrysum heterotrichum Humbert
- Helichrysum hilliardiae Wild
- Helichrysum homilochrysum S.Moore
- Helichrysum horridum (Sch.Bip.) A.Rich.
- Helichrysum humbertii Sillans
- Helichrysum humblotii Klatt
- Helichrysum humboltii Klatt
- Helichrysum hyphocephalum Hilliard
- Helichrysum hypnoides (DC.) Viguier & Humbert
- Helichrysum hypoleucum Harv.
- Helichrysum incarnatum DC.
- Helichrysum indicum (L.) Grierson
- Helichrysum infaustum J.M.Wood & M.S.Evans
- Helichrysum ingomense Hilliard
- Helichrysum inornatum Hilliard & B.L.Burtt
- Helichrysum interjacens Hilliard
- Helichrysum intermedium G.Simpson
- Helichrysum interzonale Compton
- Helichrysum intricatum DC.
- Helichrysum inyangense Wild
- Helichrysum isolepis Bolus
- Helichrysum italicum (Roth) G.Don
- Helichrysum jeffreyanum Lisowski
- Helichrysum jubilatum Hilliard
- Helichrysum junodii Moeser
- Helichrysum kalandanum Lisowski
- Helichrysum keilii Moeser
- Helichrysum kilimanjari Oliv.
- Helichrysum kirkii Oliv. & Hiern
- Helichrysum korongoni Beentje
- Helichrysum kraussii Sch.Bip.
- Helichrysum krebsianum Less.
- Helichrysum krookii Moeser
- Helichrysum lacteum Coss. & Durieu
- Helichrysum lamarckii Cambess.
- Helichrysum lambertianum DC.
- Helichrysum lanceolatum (Buchanan) Kirk
- Helichrysum lancifolium (Thunb.) Thunb.
- Helichrysum lanuginosum A.Cunn. ex DC.
- Helichrysum lavanduloides DC.
- Helichrysum lawalreeanum Lisowski
- Helichrysum leimanthium Klatt
- Helichrysum lejolyanum Lisowski
- Helichrysum leontonyx DC.
- Helichrysum lepidissimum S.Moore
- Helichrysum leptocephalum (DC.) Humbert
- Helichrysum leptorhizum DC.
- Helichrysum lesliei Hilliard
- Helichrysum leucocephalum Ausfeld
- Helichrysum leucopsideum DC.
- Helichrysum leucosphaerum Baker
- Helichrysum lindsayanum Domin
- Helichrysum lineare DC.
- Helichrysum lineatum Bolus
- Helichrysum lingulatum Hilliard
- Helichrysum litorale Bolus
- Helichrysum litoreum Guss.
- Helichrysum longifolium DC.
- Helichrysum longinquum Hilliard
- Helichrysum longiramum Moeser
- Helichrysum lucilioides Less.
- Helichrysum luteoalbum (L.) Rchb.
- Helichrysum luzulaefolium DC.
- Helichrysum macranthum Benth.
- Helichrysum madagascariense DC.
- Helichrysum maestum Wild
- Helichrysum makranicum (Rech.f. & Esfand.) Rech.f.
- Helichrysum malaisseanum Lisowski
- Helichrysum mannii Hook.f.
- Helichrysum maracandicum Popov
- Helichrysum maranguense O.Hoffm.
- Helichrysum marginatum DC.
- Helichrysum mariepscopicum Hilliard
- Helichrysum marifolium DC.
- Helichrysum marlothianum O.Hoffm.
- Helichrysum marmarolepis S.Moore
- Helichrysum marojejyense Humbert
- Helichrysum mechowianum Klatt
- Helichrysum melaleucum Rchb.
- Helichrysum melanacme DC.
- Helichrysum melitense (Pignatti) Brullo & al.
- Helichrysum membranaceum Wild
- Helichrysum meyeri-johannis Engl.
- Helichrysum miconiifolium DC.
- Helichrysum microcephalum A.Cunn. ex DC.
- Helichrysum micropoides DC.
- Helichrysum mildbraedii Moeser
- Helichrysum milfordiae Killick
- Helichrysum milleri Hilliard
- Helichrysum milliganii Hook.f.
- Helichrysum milne-redheadii Brenan
- Helichrysum mimetes S.Moore
- Helichrysum mixtum (Kuntze) Moeser
- Helichrysum moeserianum Thell.
- Helichrysum moggii Wild
- Helichrysum molestum Hilliard
- Helichrysum mollifolium Hilliard
- Helichrysum monizii Lowe
- Helichrysum monodianum Quézel
- Helichrysum monogynum B.L.Burtt & Sunding
- Helichrysum montanum DC.
- Helichrysum monticola Hilliard
- Helichrysum montis-cati Hilliard
- Helichrysum mossamedense (Hiern) Mendonça
- Helichrysum mundtii Harv.
- Helichrysum mussae Nevski
- Helichrysum mutabile Hilliard
- Helichrysum mutisiaefolium Less.
- Helichrysum mutisiifolium Less.
- Helichrysum myriocephalum Humbert
- Helichrysum nanum Klatt
- Helichrysum natalitium DC.
- Helichrysum neo-caledonicum Schltr.
- Helichrysum neoachyroclinoides Humbert
- Helichrysum nervicinctum Humbert
- Helichrysum newcastlianum Domin
- Helichrysum newii Oliv. & Hiern
- Helichrysum nimbicola Hilliard
- Helichrysum nimmoanum Oliv. & Hiern
- Helichrysum nitens Oliv. & Hiern
- Helichrysum nodiflorum DC.
- Helichrysum nogaicum Tzvelev
- Helichrysum nudifolium (L.) Less.
- Helichrysum nuratavicum Krasch.
- Helichrysum obconicum DC.
- Helichrysum obductum Bolus
- Helichrysum obtusum (S.Moore) Moeser
- Helichrysum odoratissima Sweet
- Helichrysum odoratissimum (L.) Sweet
- Helichrysum ogadense Mesfin
- Helichrysum oligocephalum DC.
- Helichrysum oligochaetum F.Muell.
- Helichrysum oligopappum Bolus
- Helichrysum oocephalum Boiss.
- Helichrysum opacum Klatt
- Helichrysum oreophilum Klatt
- Helichrysum orientale (L.) Vaill.
- Helichrysum outeniquense Hilliard
- Helichrysum oxybelium DC.
- Helichrysum oxylepis F.Muell.
- Helichrysum oxyphyllum DC.
- Helichrysum pagophilum M.D.Hend.
- Helichrysum paleatum Hilliard
- Helichrysum pallasii (Spreng.) Ledeb.
- Helichrysum pallens S.Moore
- Helichrysum pallidum DC.
- Helichrysum palustre Hilliard
- Helichrysum pamphylicum P.H.Davis & Kupicha
- Helichrysum panduratum O.Hoffm.
- Helichrysum pandurifolium Schrank
- Helichrysum pannosum DC.
- Helichrysum panormitanum Guss.
- Helichrysum paronychioides DC.
- Helichrysum parvifolium Yeo
- Helichrysum pascuosum S.Moore
- Helichrysum patulifolium Baker
- Helichrysum patulum (L.) D.Don
- Helichrysum pawekiae Wild
- Helichrysum pedunculatum Hilliard & B.L.Burtt
- Helichrysum pendulum (C.Presl) C.Presl
- Helichrysum pentzioides Less.
- Helichrysum perlanigerum Gamble
- Helichrysum petiolare Hilliard & B.L.Burtt
- Helichrysum petiolatum D.Don
- Helichrysum petraeum Hilliard
- Helichrysum phylicifolium DC.
- Helichrysum pilosellum (L.f.) Less.
- Helichrysum plantago DC.
- Helichrysum platypterum DC.
- Helichrysum plebeium DC.
- Helichrysum plicatum DC.
- Helichrysum plumeum Allan
- Helichrysum polhillianum Lisowski
- Helichrysum polioides B.L.Burtt
- Helichrysum polycladum Klatt
- Helichrysum pomelianum Greuter
- Helichrysum populifolium DC.
- Helichrysum praecinctum Klatt
- Helichrysum praecurrens Hilliard
- Helichrysum proteoides (Lam.) Baker
- Helichrysum pseudoanaxeton Humbert
- Helichrysum psiadiifolium Mesfin & T.Reilly
- Helichrysum psilolepis Harv.
- Helichrysum pulchellum DC.
- Helichrysum pumilio (O.Hoffm.) Hilliard & B.L.Burtt
- Helichrysum pumilum Hook.f.
- Helichrysum purdiei Petrie.
- Helichrysum qathlambanum Hilliard
- Helichrysum quartinianum A.Rich.
- Helichrysum ramulosum DC.
- Helichrysum raynalianum Quézel
- Helichrysum reflexum N.E.Br.
- Helichrysum refractum Hilliard
- Helichrysum repandum DC.
- Helichrysum retortoides N.E.Br.
- Helichrysum retortum (L.) Willd.
- Helichrysum retrorsum DC.
- Helichrysum revolutum (Thunb.) Less.
- Helichrysum rhodellum Wild
- Helichrysum rigidulum DC.
- Helichrysum riparium Brenan
- Helichrysum robbrechtianum Lisowski
- Helichrysum roseo-niveum Marloth & O.Hoffm.
- Helichrysum rosulatum Oliv. & Hiern
- Helichrysum rosum Less.
- Helichrysum rotundatum Harv.
- Helichrysum rotundifolium (Thunb.) Less.
- Helichrysum ruandense Lisowski
- Helichrysum rubicundum (K.Koch) Bornm.
- Helichrysum ruderale Hilliard & B.L.Burtt
- Helichrysum rudolfii Hilliard
- Helichrysum rugulosum Less.
- Helichrysum rupestre Guss. ex Nyman
- Helichrysum rutidolepis DC.
- Helichrysum rutilans (L.) D.Don
- Helichrysum salviifolium Humbert
- Helichrysum sanguineum (L.) Kostel.
- Helichrysum sarcolaenifolium Humbert
- Helichrysum saxatile Moris
- Helichrysum saxicola Hilliard
- Helichrysum scabrum (Thunb.) Less.
- Helichrysum schimperi (Sch.Bip. ex A.Rich.) Moeser
- Helichrysum scitulum Hilliard & B.L.Burtt
- Helichrysum sclerochlaenum Sch.Bip. ex Moeser
- Helichrysum scorpioides Labill.
- Helichrysum selaginifolium (DC.) Viguier & Humbert
- Helichrysum selago (Hook.f.) Benth. & Hook.f. ex Kirk
- Helichrysum serpentinicola Wild
- Helichrysum sessile DC.
- Helichrysum sessilioides Hilliard
- Helichrysum setosum Harv.
- Helichrysum sibthorpii Rouy
- Helichrysum silvaticum Hilliard
- Helichrysum simillimum DC.
- Helichrysum simulans Harv. & Sond.
- Helichrysum solitarium Hilliard
- Helichrysum somalense Baker f.
- Helichrysum spenceranum Wild
- Helichrysum sphaeroideum Moeser
- Helichrysum spiciforme DC.
- Helichrysum spiralepis Hilliard & B.L.Burtt
- Helichrysum spiralipes Hilliard & B.L.Burtt
- Helichrysum splendidum (Thunb.) Less.
- Helichrysum spodiophyllum Hilliard & B.L.Burtt
- Helichrysum squarrulosum DC.
- Helichrysum stellatum (L.) Less.
- Helichrysum stenocladum A.Chev.
- Helichrysum stenoclinoides (Baker) Humbert
- Helichrysum stenopterum DC.
- Helichrysum stoechas (L.) Moench
- Helichrysum stoloniferum (L.f.) Willd.
- Helichrysum stolzii Mattf.
- Helichrysum stramineum Hiern
- Helichrysum stuhlmannii O.Hoffm.
- Helichrysum subdecurrens DC.
- Helichrysum subfalcatum Hilliard
- Helichrysum subglomeratum Less.
- Helichrysum subluteum Burtt Davy
- Helichrysum subsimile Rech.f.
- Helichrysum sulfureofuscum Baker
- Helichrysum summo-montanum I.Verd.
- Helichrysum sutherlandii Harv.
- Helichrysum swynnertonii S.Moore
- Helichrysum symoensianum Lisowski
- Helichrysum tanaiticum P.A.Smirn.
- Helichrysum tenax M.D.Hend.
- Helichrysum tenuiculum DC.
- Helichrysum tenuifolium Killick
- Helichrysum teretifolium (L.) D.Don
- Helichrysum thapsus (Kuntze) Moeser
- Helichrysum theresae Lisowski
- Helichrysum thianschanicum Regel
- Helichrysum tillandsiifolium O.Hoffm.
- Helichrysum tinctum (Thunb.) Hilliard & B.L.Burtt
- Helichrysum tithonioides Wild
- Helichrysum tomentosulum (Klatt) Merxm.
- Helichrysum tongense Hilliard
- Helichrysum transmontanum Hilliard
- Helichrysum traversii Chiov.
- Helichrysum tricostatum (Thunb.) Less.
- Helichrysum trilineatum DC.
- Helichrysum triplinerve DC.
- Helichrysum truncatum Burtt Davy
- Helichrysum tysonii Hilliard
- Helichrysum umbellulatum S.Moore
- Helichrysum umbraculigerum Less.
- Helichrysum undulifolium Hutch. & B.L.Burtt
- Helichrysum uninervium Burtt Davy
- Helichrysum vernum Hilliard
- Helichrysum versicolor O.Hoffm. & Muschl.
- Helichrysum virgineum DC.
- Helichrysum wightii C.B.Clarke ex Hook.f.
- Helichrysum wilmsii Moeser
- Helichrysum witbergense Bolus
- Helichrysum wittei Hutch. & B.L.Burtt
- Helichrysum woodii N.E.Br.
- Helichrysum xerochrysum DC.
- Helichrysum xylocladum Baker
- Helichrysum yuccifolium Poir.
- Helichrysum zeyheri Less.
- Helichrysum zwartbergense Bolus

Selon Tropicos (2 septembre 2017) (Attention liste brute contenant possiblement des synonymes) :
- Helichrysum abbayesii Humbert
- Helichrysum abietifolium Humbert
- Helichrysum abietinum O. Hoffm.
- Helichrysum abyssinicum Sch. Bip. ex Hochst.
- Helichrysum acanthophorum R.E. Fr.
- Helichrysum acervatum S. Moore
- Helichrysum achyroclinoides Baker
- Helichrysum acrophilum Bolus
- Helichrysum acuminatum DC.
- Helichrysum acutatum DC.
- Helichrysum adenocarpum DC.
- Helichrysum adhaerens (Bojer ex DC.) R. Vig. & Humbert
- Helichrysum adnatum (DC.) Benth.
- Helichrysum adolfi-fridericii Moeser
- Helichrysum adscendens (Thunb.) Less.
- Helichrysum affine Less.
- Helichrysum aggregatum Yeo
- Helichrysum agrostophilum Klatt p.p.
- Helichrysum albanense Hilliard
- Helichrysum albertense Hilliard
- Helichrysum albicans A. Cunn.
- Helichrysum albiflorum Moeser
- Helichrysum albilanatum Hilliard
- Helichrysum albirosulatum Killick
- Helichrysum albo-brunneum S. Moore
- Helichrysum album N.E. Br.
- Helichrysum alismatifolium Moeser
- Helichrysum alleizettei Gand.
- Helichrysum allioides Less.
- Helichrysum alpinum Cockayne
- Helichrysum alsinoides DC.
- Helichrysum alticolum Bolus
- Helichrysum altigenum Schltr. & Moeser
- Helichrysum alucense Garcia-Cas., S. Scholz & E. Hern.
- Helichrysum alveolatum DC.
- Helichrysum ambiguum Turcz.
- Helichrysum amblyphyllum Mattf.
- Helichrysum amboense Schinz
- Helichrysum ambondrombeense Humbert
- Helichrysum ambositrense Humbert
- Helichrysum ammitophilum Hilliard
- Helichrysum amoenum Moeser
- Helichrysum amplectens Hilliard
- Helichrysum amplexicaule Baker
- Helichrysum anaxetonoides Schltr. & Moeser
- Helichrysum andersoniense Burtt Davy
- Helichrysum andohahelense Humbert
- Helichrysum angavense Humbert
- Helichrysum angustifolium (Lam.) DC.
- Helichrysum angustifrondeum S. Moore
- Helichrysum anomalum Less.
- Helichrysum antandroi Scott-Elliot
- Helichrysum anthemoides Sieber ex Spreng.
- Helichrysum antunesii Volkens & O. Hoffm.
- Helichrysum aphelexioides DC.
- Helichrysum apiculatum (Labill.) DC.
- Helichrysum appendiculatum (L. f.) Less.
- Helichrysum araneosum Baker
- Helichrysum araxinum Takht. ex Kirp.
- Helichrysum archeri Compton
- Helichrysum arctioides Turcz.
- Helichrysum arctotidifolium S. Moore
- Helichrysum arenarium (L.) Moench
- Helichrysum arenicola M.D. Hend.
- Helichrysum aretioides Thell.
- Helichrysum argenteum (Thunb.) Willd.
- Helichrysum argentissimum J. M. Wood
- Helichrysum argyranthum O. Hoffm.
- Helichrysum argyrochlamys Humbert
- Helichrysum argyrolepis MacOwan
- Helichrysum argyrophyllum DC.
- Helichrysum argyrosphaerum DC.
- Helichrysum armatum Dinter ex Merxm.
- Helichrysum armenium DC.
- Helichrysum arnicoides (Lam.) Cordem.
- Helichrysum aromaticum Dinter
- Helichrysum artemisioides Boiss. & Hausskn.
- Helichrysum artvinense P.H. Davis & Kupicha
- Helichrysum asperifolium Moeser
- Helichrysum asperum Hilliard & B.L. Burtt
- Helichrysum asteroides DC.
- Helichrysum athrixiifolium Moeser
- Helichrysum attenuatum Humbert
- Helichrysum aurantiacum Boiss. & A. Huet
- Helichrysum aureofolium Hilliard
- Helichrysum aureolum Hilliard
- Helichrysum aureonitens Sch. Bip.
- Helichrysum aureum (Houtt.) Merr.
- Helichrysum auriceps Hilliard
- Helichrysum auriculatum (Thunb.) Less.
- Helichrysum auronitens Sch. Bip.
- Helichrysum bachmannii Klatt
- Helichrysum bakeri Humbert
- Helichrysum bampsianum Lisowski
- Helichrysum banksii DC.
- Helichrysum baronii Humbert
- Helichrysum barorum Humbert
- Helichrysum basalticum Hilliard
- Helichrysum baxteri A. Cunn. ex DC.
- Helichrysum belangerianum DC.
- Helichrysum bellidiastrum Moeser
- Helichrysum bellidioides
- Helichrysum bellum Hilliard
- Helichrysum benguellense Hiern
- Helichrysum benoistii Humbert
- Helichrysum benthamii R. Vig. & Humbert
- Helichrysum betsiliense Klatt
- Helichrysum biafranum Hook. f.
- Helichrysum bicolor Lindl.
- Helichrysum bidwillii Benth.
- Helichrysum bilobum N.A. Wakef.
- Helichrysum blackallii N.T. Burb.
- Helichrysum boissieri Nyman
- Helichrysum boiteaui Humbert
- Helichrysum bojerianum DC.
- Helichrysum bolusianum Moeser
- Helichrysum bracteatum (Vent.) Haw.
- Helichrysum bracteiferum (DC.) Humbert
- Helichrysum brassii Brenan
- Helichrysum brevicilium DC.
- Helichrysum brevifolium Humbert
- Helichrysum brownei S. Moore
- Helichrysum brunioides Moeser
- Helichrysum brunneum Burtt Davy
- Helichrysum buchananii Engl.
- Helichrysum buchtormense DC.
- Helichrysum buddleioides DC.
- Helichrysum bullatum Baker
- Helichrysum bullulatum S. Moore
- Helichrysum burchellii DC.
- Helichrysum caespititium (DC.) Harv.
- Helichrysum caespitosum (Lam.) DC.
- Helichrysum callichrysum DC.
- Helichrysum callicomum Harv.
- Helichrysum callunoides Sch. Bip.
- Helichrysum calocephalum Klatt
- Helichrysum calocladum Humbert
- Helichrysum cameroonense Hutch. & Dalziel
- Helichrysum campaneum S. Moore
- Helichrysum campanulatum Humbert
- Helichrysum camusianum Humbert
- Helichrysum candolleanum H. Buek
- Helichrysum candollei (Bojer ex DC.) R. Vig. & Humbert
- Helichrysum canescens (L.) Willd.
- Helichrysum capense Hilliard
- Helichrysum capillaceum (Thunb.) Less.
- Helichrysum capitellatum (Thunb.) D. Don
- Helichrysum cassinianum Gaudich.
- Helichrysum cassinioides Benth.
- Helichrysum cassiope S. Moore
- Helichrysum catadromum N.A. Wakef.
- Helichrysum cataractarum Beentje
- Helichrysum catipes Harv.
- Helichrysum cephaloideum DC.
- Helichrysum cephalotrichum Humbert
- Helichrysum cerastoides DC.
- Helichrysum ceres S. Moore
- Helichrysum chamaeyucca Humbert
- Helichrysum chermezonii Humbert
- Helichrysum chionoides Philipson
- Helichrysum chionosphaerum DC.
- Helichrysum chlorochrysum DC.
- Helichrysum chrysargyrum Moeser
- Helichrysum chrysocephalum Sch. Bip. ex A. Rich.
- Helichrysum chrysocoma Sch. Bip. ex A. Rich.
- Helichrysum chrysophorum S. Moore
- Helichrysum chrysosphaerum Boiss.
- Helichrysum ciliatum DC.
- Helichrysum cirrhosum DC.
- Helichrysum citricephalum Hilliard & B.L. Burtt
- Helichrysum citrinum Less.
- Helichrysum citrispinum Delile
- Helichrysum coactum M.D. Hend.
- Helichrysum coarctatum Humbert
- Helichrysum cochleariforme DC.
- Helichrysum collinum DC.
- Helichrysum comosum Sch. Bip.
- Helichrysum concinnum N.E. Br.
- Helichrysum concolorum DC.
- Helichrysum concretum Baker
- Helichrysum conditum N.A. Wakef.
- Helichrysum confertifolium Klatt
- Helichrysum confertum N.E. Br.
- Helichrysum conglobatum Steud.
- Helichrysum congolanum Schltr. & O. Hoffm.
- Helichrysum cooperi Harv.
- Helichrysum cordatum DC.
- Helichrysum cordifolium DC.
- Helichrysum coriaceum Harv.
- Helichrysum corymbiforme Opperm. ex Katina
- Helichrysum costatifructum R.V. Sm.
- Helichrysum cotula Benth.
- Helichrysum coursii Humbert
- Helichrysum crassifolium D. Don
- Helichrysum crassinerve DC.
- Helichrysum cremnophilum Humbert
- Helichrysum crispomarginatum Baker
- Helichrysum crispum (L.) D. Don
- Helichrysum cryptomerioides Baker
- Helichrysum cuneifolium Benth.
- Helichrysum cuspidatum M. Tadesse & T. Reilly
- Helichrysum cutchicum R.S. Rao & Deshp.
- Helichrysum cylindricum (L.) D. Don
- Helichrysum cylindriflorum (L.) Hilliard & B.L. Burtt
- Helichrysum cymosum (L.) D. Don ex G. Don
- Helichrysum damarense O. Hoffm.
- Helichrysum danae S. Moore
- Helichrysum danguyanum Humbert
- Helichrysum dasyanthum Sweet
- Helichrysum dasycephalum O. Hoffm.
- Helichrysum dasymallum Hilliard
- Helichrysum davenportii F. Muell.
- Helichrysum davisianum Rech. f.
- Helichrysum davyi S. Moore
- Helichrysum dealbatum Labill.
- Helichrysum decaryi Humbert
- Helichrysum declinatum (L. f.) Less.
- Helichrysum decorum DC.
- Helichrysum decrescentisquamatum Humbert
- Helichrysum decumbens (Lag.) Cambess.
- Helichrysum delicatum Humbert
- Helichrysum deltoideum Humbert
- Helichrysum dendroideum N.A. Wakef.
- Helichrysum densiflorum Oliv.
- Helichrysum deserticola Hilliard
- Helichrysum detersum Steud.
- Helichrysum devium J. Y. Johnson
- Helichrysum devredii Lisowski
- Helichrysum dichotomum Humbert
- Helichrysum dichroolepis Brenan
- Helichrysum dichroum Humbert
- Helichrysum difficile Hilliard
- Helichrysum diffusum DC.
- Helichrysum dilucidum S. Moore
- Helichrysum dimorphotrichum Humbert
- Helichrysum dimorphum Cockayne
- Helichrysum dinteri S. Moore
- Helichrysum diosmifolium Sweet
- Helichrysum diotoides DC.
- Helichrysum diotophyllum F. Muell.
- Helichrysum discolor DC.
- Helichrysum doerfleri Rech. f.
- Helichrysum dracaenifolium Humbert
- Helichrysum drakensbergense Killick
- Helichrysum dregeanum Sond. & Harv.
- Helichrysum dubardii R. Vig. & Humbert
- Helichrysum dunense Hilliard
- Helichrysum duvigneaudii Lisowski
- Helichrysum dykei Bolus
- Helichrysum ecklonis Sond.
- Helichrysum edwardsii Wild
- Helichrysum elatum A. Cunn. ex DC.
- Helichrysum elegans C. Presl
- Helichrysum elegantissimum DC.
- Helichrysum ellipticifolium Moeser
- Helichrysum emirnense DC.
- Helichrysum empetroides Humbert
- Helichrysum engelianum Dinter
- Helichrysum engleri O. Hoffm.
- Helichrysum epapposum Bolus
- Helichrysum ephelos Hilliard
- Helichrysum eremaeum Haegi
- Helichrysum ericeteum W.M. Curtis
- Helichrysum erici-rosenii R.E. Fr.
- Helichrysum ericifolium Baker
- Helichrysum ericoides (Lam.) Pers.
- Helichrysum erigavoanum Mesfin Tadesse & T. Reilly
- Helichrysum eriocephalum J.H. Willis
- Helichrysum eriophorum Conrath
- Helichrysum ernestianum DC.
- Helichrysum erosum Harv.
- Helichrysum errerae Tineo
- Helichrysum erubescens Hilliard
- Helichrysum excisum (Thunb.) Less.
- Helichrysum eximium (L.) Less.
- Helichrysum faradifani Scott-Elliot
- Helichrysum farinosum Baker
- Helichrysum fasciculatum (Andrews) Willd.
- Helichrysum fastigiatum Harv.
- Helichrysum felinum Less.
- Helichrysum ferrugineum (Labill.) Less.
- Helichrysum filagineum DC.
- Helichrysum filaginoides (DC.) Humbert
- Helichrysum filiforme (D. Don) Less.
- Helichrysum flagellare Baker
- Helichrysum flammeiceps Brenan
- Helichrysum flanaganii Bolus
- Helichrysum flavissimum (Spreng.) DC.
- Helichrysum flavum Burtt Davy
- Helichrysum fleckii S. Moore
- Helichrysum floccosum Klatt
- Helichrysum foetidum (L.) Moench
- Helichrysum foliosum Humbert
- Helichrysum folliculatum DC.
- Helichrysum fontanesii Cambess.
- Helichrysum formosissimum Sch. Bip.
- Helichrysum forskahlii (J.F. Gmel.) Hilliard & B.L. Burtt
- Helichrysum forsythii Humbert
- Helichrysum fourcadei Hilliard
- Helichrysum frigidum (Labill.) Willd.
- Helichrysum fruticans (L.) D. Don
- Helichrysum fruticosum (Forssk.) Vatke
- Helichrysum fulgens Humbert & Staner
- Helichrysum fulgidum (L. f.) Willd.
- Helichrysum fulvellum Harv.
- Helichrysum fulvescens DC.
- Helichrysum fulvum N.E. Br.
- Helichrysum gaharoense Moeser & Schltr.
- Helichrysum galbanum S. Moore
- Helichrysum galpinii N.E. Br.
- Helichrysum gariepinum DC.
- Helichrysum gazense S. Moore
- Helichrysum geayi Humbert
- Helichrysum geminatum Klatt
- Helichrysum gemmiferum Bolus
- Helichrysum geniorum Humbert
- Helichrysum gerberifolium Sch. Bip. ex A. Rich.
- Helichrysum gerrardii Harv.
- Helichrysum glabratum DC.
- Helichrysum glaciale Hilliard
- Helichrysum globosum Sch. Bip.
- Helichrysum glomeratum Klatt
- Helichrysum gloria-dei Chiov.
- Helichrysum glossophyllum Humbert
- Helichrysum glumaceum DC.
- Helichrysum glutinosum A. Braun
- Helichrysum gnaphalioides Kunth
- Helichrysum goetzeanum O. Hoffm.
- Helichrysum gossypinum Webb
- Helichrysum gracile DC.
- Helichrysum gracilifolium Humbert
- Helichrysum gradatum Humbert
- Helichrysum grandibracteatum M.D. Hend.
- Helichrysum grandiflorum (L.) D. Don
- Helichrysum graveolens (M. Bieb.) Sweet
- Helichrysum griffithii Boiss.
- Helichrysum griseolanatum Hilliard
- Helichrysum griseum Sond.
- Helichrysum guilelmii Engl.
- Helichrysum gymnocephalum (DC.) Humbert
- Helichrysum gymnocomum DC.
- Helichrysum hamulosum E. Meyer ex DC.
- Helichrysum harennense Mesfin
- Helichrysum harveyanum Wild
- Helichrysum haygarthii Bolus
- Helichrysum hebelepis DC.
- Helichrysum hedbergianum Mesfin Tadesse & T. Reilly
- Helichrysum heldreichii Boiss.
- Helichrysum helianthemifolium D. Don
- Helichrysum heliotropifolium (Lam.) DC.
- Helichrysum helodes Hiern
- Helichrysum helothamnus Moeser
- Helichrysum helvolum Moeser
- Helichrysum hemisphaericum DC.
- Helichrysum herbaceum (Andrews) Sweet
- Helichrysum herniarioides DC.
- Helichrysum heterolasium Hilliard
- Helichrysum heterotrichum Humbert
- Helichrysum hirtum Humbert
- Helichrysum hochstetteri (Sch. Bip. ex A. Rich.) Hook. f.
- Helichrysum hoehnelii Schweinf.
- Helichrysum hoepfnerianum Vatke
- Helichrysum homilochrysum S. Moore
- Helichrysum hookerianum Wight & Arn. ex DC.
- Helichrysum horridum Sch. Bip.
- Helichrysum humblotii Klatt
- Helichrysum humboldtianum Gaudich.
- Helichrysum humile (Andrews) Less.
- Helichrysum hutchinsonii Phillips
- Helichrysum hyphocephalum Hilliard
- Helichrysum hypnoides (DC.) R. Vig. & Humbert
- Helichrysum hypoleucum Harv.
- Helichrysum ibityense R. Vig. & Humbert
- Helichrysum imbricatum (L.) Thunb.
- Helichrysum incanum Hook.
- Helichrysum incarnatum DC.
- Helichrysum indicum (L.) Grierson
- Helichrysum indutum Humbert
- Helichrysum inerme Moeser
- Helichrysum infaustum J.M. Wood & M.S. Evans
- Helichrysum infuscum Burtt Davy
- Helichrysum ingomense Hilliard
- Helichrysum inornatum Hilliard & B.L. Burtt
- Helichrysum interjacens Hilliard
- Helichrysum intermedium Less.
- Helichrysum interzonale Compton
- Helichrysum intricatum DC.
- Helichrysum involucratum Klatt
- Helichrysum isalense Humbert
- Helichrysum isolepis Bolus
- Helichrysum italicum G. Don f.
- Helichrysum itomampyense Humbert
- Helichrysum itremense Humbert
- Helichrysum jeffreyanum Lisowski
- Helichrysum jijigaense Mesfin Tadesse & T. Reilly
- Helichrysum jubilatum Hilliard
- Helichrysum junodii Moeser
- Helichrysum kalandanum Lisowski
- Helichrysum kashgaricum Z.X. An
- Helichrysum keilii Moeser
- Helichrysum kempei F. Muell.
- Helichrysum kilimanjari Oliv.
- Helichrysum kirkii Oliv. & Hiern
- Helichrysum kokanicum (Regel & Schmalh.) Krasch. & Gontsch.
- Helichrysum kopetdagense Kirp.
- Helichrysum korongoni Beentje
- Helichrysum kotschyi Boiss.
- Helichrysum kraussii Sch. Bip.
- Helichrysum krebsianum Less.
- Helichrysum krookii Moeser
- Helichrysum kundelungense S. Moore
- Helichrysum kuntzei Moeser
- Helichrysum laevigatum Markötter
- Helichrysum lamarckii Cambess.
- Helichrysum lambertianum DC.
- Helichrysum lamprocephalum Bolus
- Helichrysum lanatomarginatum Markötter
- Helichrysum lanatum Schrank
- Helichrysum lancifolium Thunb.
- Helichrysum laneum S. Moore
- Helichrysum lanuginosum A. Cunn. ex DC.
- Helichrysum lasianthum Schltr. & Moeser
- Helichrysum lastii Engl.
- Helichrysum latifolium (Thunb.) Less.
- Helichrysum lavandulifolium Kunth
- Helichrysum lavanduloides DC.
- Helichrysum lawalreeanum Lisowski
- Helichrysum laxum DC.
- Helichrysum lecomtei R. Vig. & Humbert
- Helichrysum leimanthium Klatt
- Helichrysum leiolepis DC.
- Helichrysum leiopodium DC.
- Helichrysum leipoldtii Bolus
- Helichrysum lejolyanum Lisowski
- Helichrysum leontonyx DC.
- Helichrysum lepidissimum S. Moore
- Helichrysum lepidophyllum (Steetz) F. Muell. ex Benth.
- Helichrysum lepidopodium Bolus
- Helichrysum lepidorhizum Moeser
- Helichrysum leptocephalum (DC.) Humbert
- Helichrysum leptolepis DC.
- Helichrysum leptophyllum DC.
- Helichrysum leptorhizum DC.
- Helichrysum leptothamnus Moeser
- Helichrysum lesliei Hilliard
- Helichrysum leucocladum Humbert
- Helichrysum leucophyllum Baker
- Helichrysum leucopsideum DC.
- Helichrysum leucosphaerum Baker
- Helichrysum lindleyi H. Eichler
- Helichrysum lineare DC.
- Helichrysum lineatum Bolus
- Helichrysum lingulatum Hilliard
- Helichrysum litorale Bolus
- Helichrysum longifolium DC.
- Helichrysum longinquum Hilliard
- Helichrysum longiramum Moeser
- Helichrysum lucilioides Less.
- Helichrysum luteoalbum (L.) Rchb.
- Helichrysum luzulaefolium DC.
- Helichrysum lycopodioides Benth.
- Helichrysum macrocephalum DC.
- Helichrysum madagascariense (Poir.) DC.
- Helichrysum mahafaly Humbert
- Helichrysum malaisseanum Lisowski
- Helichrysum mandrarense Humbert
- Helichrysum mangorense Humbert
- Helichrysum mannii Hook. f.
- Helichrysum manopappoides Humbert
- Helichrysum manopappum O. Hoffm.
- Helichrysum maracandicum N. Pop. ex Kirp.
- Helichrysum maranguense O. Hoffm.
- Helichrysum margaritaceum (L.) Moench
- Helichrysum marginatum DC.
- Helichrysum mariepscopicum Hilliard
- Helichrysum marifolium DC.
- Helichrysum maritimum (L.) D. Don ex G. Don
- Helichrysum marlothianum O. Hoffm.
- Helichrysum marmarolepis S. Moore
- Helichrysum marojejyense Humbert
- Helichrysum mauritianum A.J. Scott
- Helichrysum mechowianum Klatt
- Helichrysum melaleucum Reichb. ex Holl
- Helichrysum melanacme DC.
- Helichrysum melanophthalmum (Lowe) DC.
- Helichrysum metalasioides DC.
- Helichrysum meyeri-johannis Engl.
- Helichrysum miconiifolium DC.
- Helichrysum micranthum A. Cunn. ex DC.
- Helichrysum microcephalum DC.
- Helichrysum microlepis DC.
- Helichrysum microphyllum Cambess.
- Helichrysum micropoides DC.
- Helichrysum mildbraedii Moeser
- Helichrysum milfordiae Killick
- Helichrysum milleri Hilliard
- Helichrysum milne-redheadii Brenan
- Helichrysum mimetes S. Moore
- Helichrysum minutiflorum Humbert
- Helichrysum mirabile Humbert
- Helichrysum mixtum (Kuntze) Moeser
- Helichrysum moeserianum Thell.
- Helichrysum molestum Hilliard
- Helichrysum molle DC.
- Helichrysum mollifolium Hilliard
- Helichrysum monogynum Burtt. & Sund
- Helichrysum montanum DC.
- Helichrysum montelinasanum Em. Schmid
- Helichrysum montevidense Spreng.
- Helichrysum monticola Hilliard
- Helichrysum montis-cati Hilliard
- Helichrysum montosicolum Gand.
- Helichrysum mucronatum (P.J. Bergius) Less.
- Helichrysum multicaule (Lam.) DC.
- Helichrysum multinerve DC.
- Helichrysum multirosulatum O. Hoffm. & Muschl.
- Helichrysum mundtii Harv.
- Helichrysum mussae Nevski
- Helichrysum mutabile Hilliard
- Helichrysum mutisiaefolium Less.
- Helichrysum myriocephalum Humbert
- Helichrysum namaquense Schltr. & Moeser
- Helichrysum nandense S. Moore
- Helichrysum nanum Klatt
- Helichrysum natalitium DC.
- Helichrysum nebrodense Heldr.
- Helichrysum neoachyroclinoides Humbert
- Helichrysum neocaledonicum Schltr.
- Helichrysum neoisalense Humbert
- Helichrysum nepalense Spreng.
- Helichrysum nervicinctum Humbert
- Helichrysum newii Oliv. & Hiern
- Helichrysum nimbicola Hilliard
- Helichrysum nitens Oliv. & Hiern
- Helichrysum niveum Less.
- Helichrysum nodiflorum (Lam.) DC.
- Helichrysum nogaicum Tzvelev
- Helichrysum notonianum DC.
- Helichrysum nudifolium (L.) Less.
- Helichrysum nummularium Moeser
- Helichrysum nuratavicum Krasch.
- Helichrysum nyasicum Baker
- Helichrysum obconicum DC.
- Helichrysum obcordatum Benth.
- Helichrysum obductum Bolus
- Helichrysum obovatum DC.
- Helichrysum obtusum (S. Moore) Moeser
- Helichrysum obvallatum DC.
- Helichrysum occidentale N.T. Burb.
- Helichrysum ochraceum Klatt
- Helichrysum odoratissimum (L.) Sweet
- Helichrysum odorum DC.
- Helichrysum ogadense Mesfin
- Helichrysum oligocephalum DC.
- Helichrysum oligopappum Bolus
- Helichrysum onivense Humbert
- Helichrysum opacum Klatt
- Helichrysum orbiculare (Thunb.) DC.
- Helichrysum oreophilum Dinter
- Helichrysum orientale (L.) Vaill.
- Helichrysum orothamnus Humbert
- Helichrysum outeniquense Hilliard
- Helichrysum oxybelium DC.
- Helichrysum oxyphyllum DC.
- Helichrysum pachyrhizum Harv.
- Helichrysum pagophilum M.D. Hend.
- Helichrysum paleatum Hilliard
- Helichrysum pallasii Ledeb.
- Helichrysum pallidum DC.
- Helichrysum palustre Hilliard
- Helichrysum panaetioides DC.
- Helichrysum panduratum O. Hoffm.
- Helichrysum pandurifolium Schrank
- Helichrysum paniculatum (L.) Willd.
- Helichrysum pannosum DC.
- Helichrysum panormitanum Guss.
- Helichrysum papillosum Labill.
- Helichrysum paronychioides DC.
- Helichrysum parviflorum (Lam.) DC.
- Helichrysum parvifolium Yeo
- Helichrysum patulifolium Baker
- Helichrysum patulum Baker
- Helichrysum pedunculare (L.) DC.
- Helichrysum pedunculatum Hilliard & B.L. Burtt
- Helichrysum pendulum (C. Presl) C. Presl
- Helichrysum pentzioides Less.
- Helichrysum perlanigerum Gamble
- Helichrysum perrieri Humbert
- Helichrysum petersii Oliv. & Hiern
- Helichrysum petiolare Hilliard & B.L. Burtt
- Helichrysum petiolatum (L.) D. Don
- Helichrysum petraeum Hilliard
- Helichrysum phlomoides (Lam.) Spreng.
- Helichrysum phylicaefolium DC.
- Helichrysum picardii Boiss. & Reut.
- Helichrysum pilosellum (L. f.) Less.
- Helichrysum pinifolium (Lam.) Schrank
- Helichrysum plantaginifolium O. Hoffm. ex Moeser
- Helichrysum plantago DC.
- Helichrysum platycephalum Baker
- Helichrysum platypterum DC.
- Helichrysum plebeium DC.
- Helichrysum plicatum DC.
- Helichrysum plumeum Allan
- Helichrysum pocarii Tineo ex Lojac.
- Helichrysum podolepideum F. Muell.
- Helichrysum polhillianum Lisowski
- Helichrysum polycladum Klatt
- Helichrysum polylepis Bordz. ex Grossh.
- Helichrysum polyphyllum Conrath
- Helichrysum pondoense Schltr.
- Helichrysum populifolium DC.
- Helichrysum praecinctum Klatt
- Helichrysum praecurrens Hilliard
- Helichrysum proteoides (Lam.) Baker
- Helichrysum pseudoanaxeton Humbert
- Helichrysum pseudofasciculatum Schrank
- Helichrysum pseudolitoreum (Fiori) Brullo
- Helichrysum psiadifolium Mesfin Tadesse & T. Reilly
- Helichrysum psilolepis Harv.
- Helichrysum psilophyllum Meyen & Walp.
- Helichrysum psychrophilum Boiss.
- Helichrysum pulchellum DC.
- Helichrysum pullulum Burtt Davy
- Helichrysum pulvinatum O. Hoffm.
- Helichrysum pumilio Hilliard & B.L. Burtt
- Helichrysum puteale S. Moore
- Helichrysum qathlambanum Hilliard
- Helichrysum quartinianum A. Rich.
- Helichrysum quinquenerve Less.
- Helichrysum ramosum DC.
- Helichrysum ramulosum DC.
- Helichrysum randii S. Moore
- Helichrysum rangei Moeser ex Dinter
- Helichrysum recurvatum (L. f.) Willd.
- Helichrysum reflexum N.E. Br.
- Helichrysum refractum Hilliard
- Helichrysum repandum DC.
- Helichrysum retortoides N.E. Br.
- Helichrysum retortum (L.) Willd.
- Helichrysum retrorsum DC.
- Helichrysum retusum Spreng.
- Helichrysum revolutum (Thunb.) Less.
- Helichrysum rhodolepis Baker
- Helichrysum rigidulum DC.
- Helichrysum riparium Brenan
- Helichrysum robbrechtianum Lisowski
- Helichrysum robynsii De Wild.
- Helichrysum rogersianum J.H. Willis
- Helichrysum rogersii S. Moore
- Helichrysum roseo-niveum Marloth & O. Hoffm.
- Helichrysum roseum Less.
- Helichrysum rosmarinifolium (Labill.) Less.
- Helichrysum rosum (P.J. Bergius) Less.
- Helichrysum rotundatum Harv.
- Helichrysum rotundifolium (Thunb.) Less.
- Helichrysum ruandense Lisowski
- Helichrysum rubellum Less.
- Helichrysum rubicundum (K. Koch) Bornm.
- Helichrysum ruderale Hilliard & B.L. Burtt
- Helichrysum rudolfii Hilliard
- Helichrysum rufescens (DC.) N.T. Burb.
- Helichrysum rugulosum Less.
- Helichrysum rupestre DC.
- Helichrysum rupicola DC.
- Helichrysum rusillonii Hochr.
- Helichrysum rutidolepis DC.
- Helichrysum rutilans (L.) D. Don
- Helichrysum saboureaui Humbert
- Helichrysum salicifolium Bertol.
- Helichrysum salviifolium Humbert
- Helichrysum sambiranense Humbert
- Helichrysum sanguineum (L.) DC.
- Helichrysum sarcolaenifolium Humbert
- Helichrysum sarmentosum O. Hoffm.
- Helichrysum saxatile Moris
- Helichrysum saxicola Hilliard
- Helichrysum scabrum (Thunb.) Less.
- Helichrysum scandens Guss.
- Helichrysum scapiforme Moeser
- Helichrysum schimperi (Sch. Bip. ex A. Rich.) Moeser
- Helichrysum schlechteri Bolus
- Helichrysum scitulum Hilliard & B.L. Burtt
- Helichrysum scleranthoides S. Moore
- Helichrysum sclerochlaenum (Sch. Bip. ex Schweinf.) Sch. Bip. ex Moeser
- Helichrysum scopulosum M.D. Hend.
- Helichrysum scorpioides Labill.
- Helichrysum secundiflorum N.A. Wakef.
- Helichrysum seineri Moeser
- Helichrysum selaginifolium (DC.) R. Vig. & Humbert
- Helichrysum semicalvum F. Muell.
- Helichrysum semipapposum (Labill.) DC.
- Helichrysum serpyllifolium (Lam.) Pers.
- Helichrysum sesamoides (L.) Willd.
- Helichrysum sessile DC.
- Helichrysum sessilioides Hilliard
- Helichrysum setigerum Bolus
- Helichrysum setosum Harv.
- Helichrysum sibthorpii Rouy
- Helichrysum siculum (Spreng.) Boiss.
- Helichrysum silicicolum Compton
- Helichrysum silvaticum Hilliard
- Helichrysum simii Bolus
- Helichrysum simillimum DC.
- Helichrysum simulans Harv. & Sond.
- Helichrysum solitarium Hilliard
- Helichrysum sordescens DC.
- Helichrysum sordidum Humbert
- Helichrysum sosnowskyi Grossh.
- Helichrysum spathulatum Moeser
- Helichrysum speciosissimum (L.) Willd.
- Helichrysum sphaeroideum Moeser
- Helichrysum spiciforme DC.
- Helichrysum spiralepis Hilliard & B.L. Burtt
- Helichrysum splendidum (Thunb.) Less.
- Helichrysum spodiophyllum Hilliard & B.L. Burtt
- Helichrysum squamosifolium S. Moore
- Helichrysum squamosum Thunb.
- Helichrysum squarrosum Baker
- Helichrysum squarrulosum DC.
- Helichrysum stamineum Guss.
- Helichrysum steetzii O. Hoffm.
- Helichrysum stellatum (L.) Less.
- Helichrysum stenocephalum Humbert
- Helichrysum stenoclinoides (Baker) Humbert
- Helichrysum stenopterum DC.
- Helichrysum steudelii Sch. Bip. ex A. Rich.
- Helichrysum stilpnocephalum Humbert
- Helichrysum stirlingii F. Muell.
- Helichrysum stoechas (L.) Moench
- Helichrysum stoloniferum (L. f.) Willd.
- Helichrysum striatum (Thunb.) Willd.
- Helichrysum strictum Druce
- Helichrysum stuhlmannii O. Hoffm.
- Helichrysum subdecurrens DC.
- Helichrysum subfalcatum Hilliard
- Helichrysum subglobosum Humbert
- Helichrysum subglomeratum Less.
- Helichrysum subluteum Burtt Davy
- Helichrysum subulifolium Harv.
- Helichrysum subumbellatum Humbert
- Helichrysum sulphureofuscum Baker
- Helichrysum summo-montanum Verdc.
- Helichrysum sutherlandii Harv.
- Helichrysum swartbergense Bolus
- Helichrysum swynnertonii S. Moore
- Helichrysum symoensianum Lisowski
- Helichrysum syncephaloides Humbert
- Helichrysum syncephalum Baker
- Helichrysum taenari Rothm.
- Helichrysum tanacetiflorum Baker
- Helichrysum tardieuae Humbert
- Helichrysum tenax M.D. Hend.
- Helichrysum tenue Humbert
- Helichrysum tenuiculum DC.
- Helichrysum tenuifolium Killick
- Helichrysum teretifolium (L.) Sweet
- Helichrysum tesselatum Maiden & Baker
- Helichrysum thapsus Moeser
- Helichrysum theresae Lisowski
- Helichrysum thianschanicum Regel
- Helichrysum thomsonii F. Muell.
- Helichrysum thorbeckei Moeser
- Helichrysum tillandsiifolium O. Hoffm.
- Helichrysum tinctum Hilliard & B.L. Burtt
- Helichrysum tomentosulum Merxm.
- Helichrysum tomentosum Humbert
- Helichrysum tongense Hilliard
- Helichrysum translucidum Humbert
- Helichrysum transmontanum Hilliard
- Helichrysum transvalense Staner
- Helichrysum traversii Chiov.
- Helichrysum tricostatum (Thunb.) Less.
- Helichrysum trilineatum DC.
- Helichrysum trinervatum Baker
- Helichrysum triplinerve DC.
- Helichrysum truncatum Burtt Davy
- Helichrysum tuckeri F. Muell. ex Willis
- Helichrysum tysonii Hilliard
- Helichrysum uhligii Moeser
- Helichrysum umbellatum Harv.
- Helichrysum umbraculigerum Less.
- Helichrysum undatum (J.F. Gmel.) Less.
- Helichrysum undulatum Ledeb.
- Helichrysum undulifolium Hutch. & Burtt
- Helichrysum uninervium Burtt Davy
- Helichrysum vagans C.T. White
- Helichrysum vaginatum Humbert
- Helichrysum variegatum (P.J. Bergius) Willd.
- Helichrysum velatum Moeser
- Helichrysum vellereum R.A. Dyer
- Helichrysum verbascifolium S. Moore
- Helichrysum vernonioides Wild
- Helichrysum vernum Hilliard
- Helichrysum versicolor O. Hoffm. & Muschl.
- Helichrysum vestitum (L.) Willd.
- Helichrysum viguieri Humbert
- Helichrysum virgatum (P.J. Bergius) Willd.
- Helichrysum viscidissimum Hutch.
- Helichrysum vohimavense Humbert
- Helichrysum whitei N.T. Burb.
- Helichrysum whyteanum Britten
- Helichrysum wickstromii Tineo ex Lojac.
- Helichrysum wightii C.B. Clarke ex Hook. f.
- Helichrysum wilmsii Moeser
- Helichrysum witbergense Bolus
- Helichrysum wittei O. Hoffm.
- Helichrysum woodii N.E. Br.
- Helichrysum xanthinum DC.
- Helichrysum xeranthemoides DC.
- Helichrysum xerochrysum DC.
- Helichrysum xylocladum Baker
- Helichrysum yuccifolium (Lam.) Poir.
- Helichrysum zairense Lisowski
- Helichrysum zeyheri Less.
- Helichrysum zombense Moeser
- Helichrysum zwartbergense Bolus

### Langage des fleurs
Dans le langage des fleurs, l'immortelle symbolise les regrets éternels.

## Galerie

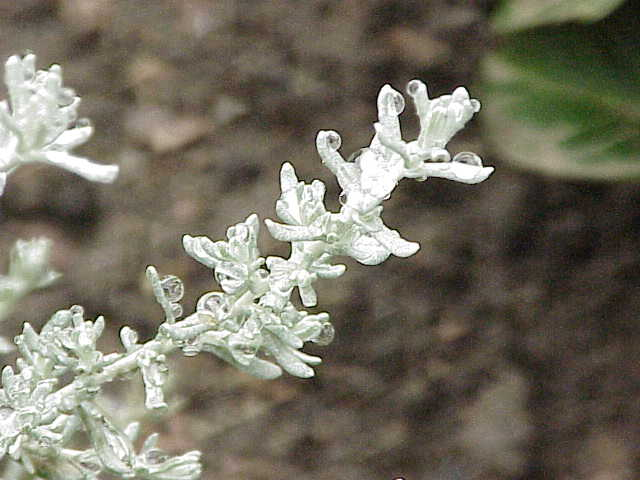
Helichrysum petiolare.
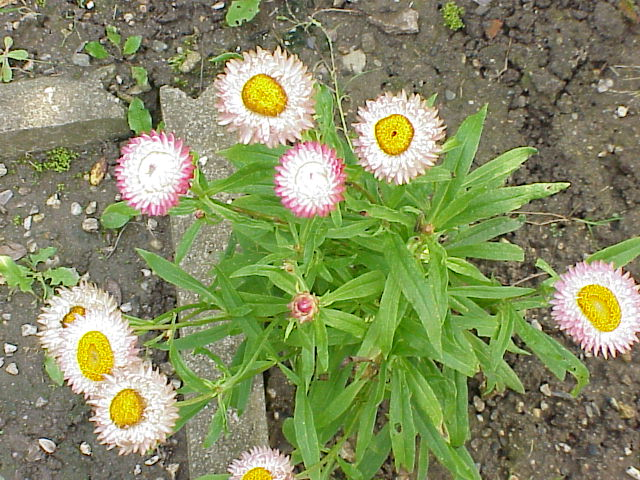
Xerochrysum bracteatum, autrefois Helichrysum bracteatum.
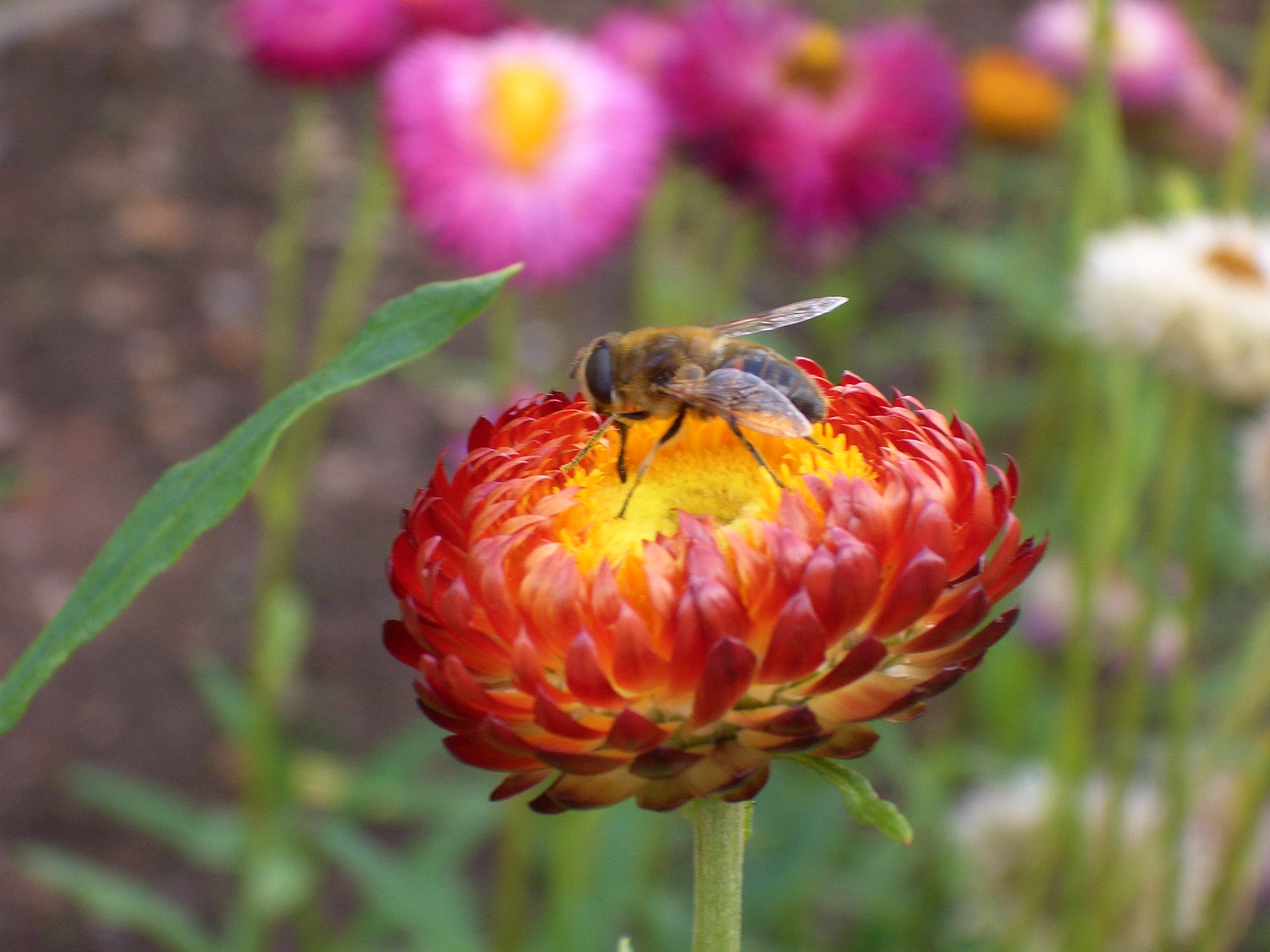
variété cultivée.
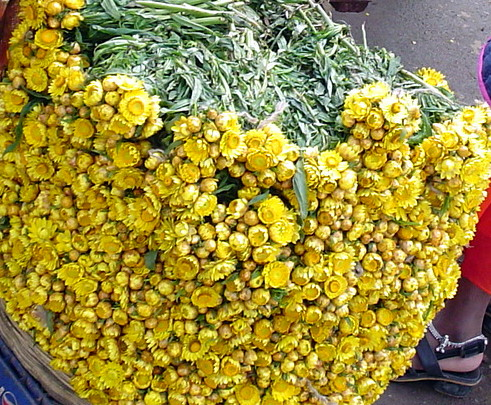
Helichrysum setosum (?)
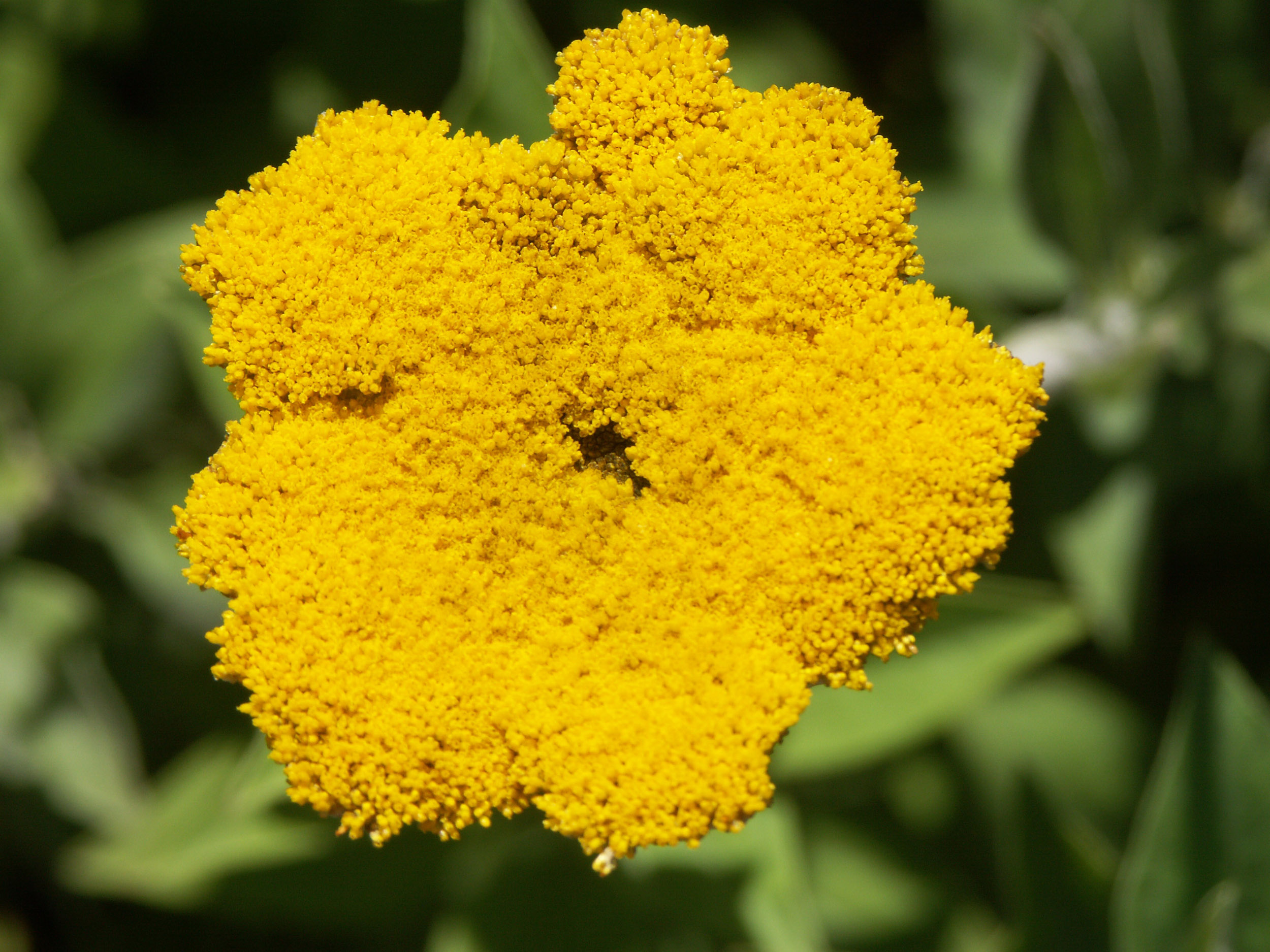
Helichrysum umbraculigerum.
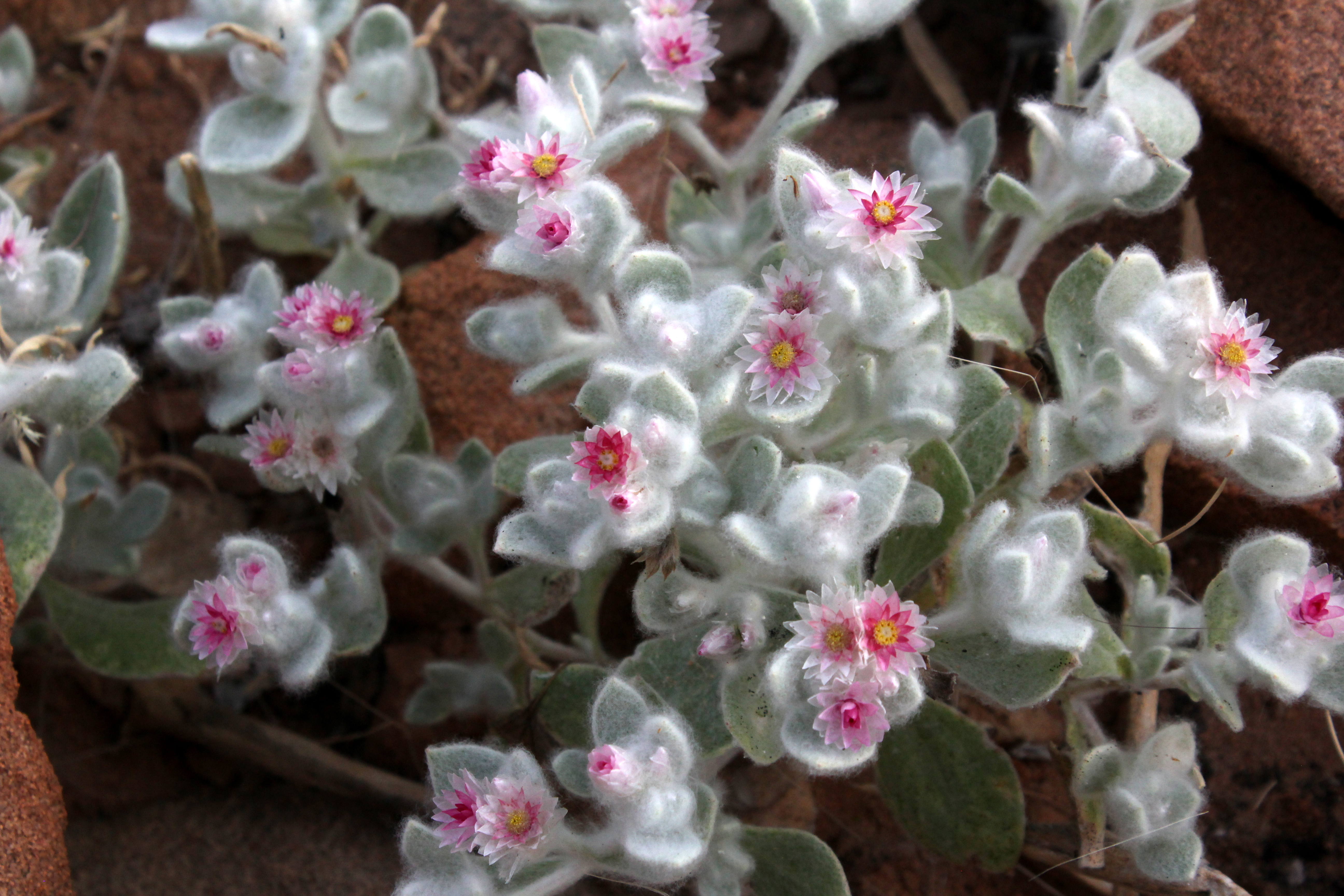
Helichrysum gariepinum au Muséum de Toulouse.